# Vietnam Airlines

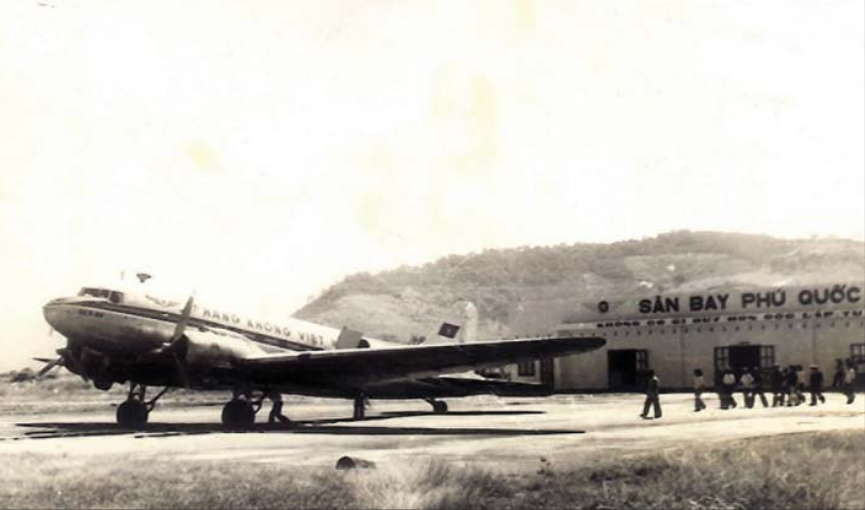
DC - 3 của Hàng Không Việt Nam tại sân bay Phú Quốc năm 1980

Hãng hàng không Quốc gia Việt Nam, cũng được biết đến với tên giao dịch quốc tế là Vietnam Airlines (VNA), là hãng hàng không quốc gia của nước Cộng hòa xã hội chủ nghĩa Việt Nam và là thành phần cốt lõi cấu thành nên Tổng công ty Hàng không Việt Nam. Vốn nhà nước chiếm 86,34%, trong khi cổ đông chiến lược là All Nippon Airways nắm giữ 5,62% cổ phần của Vietnam Airlines. Hãng hàng không này được quản lý bởi 1 Hội đồng Quản trị gồm từ 5 đến 9 thành viên, nhiệm kỳ 5 năm, và hiện đang khai thác hơn 50 đường bay thường lệ với tổng cộng hơn 360 chuyến bay mỗi ngày đến khu vực Đông Nam Á, Đông Á, châu Âu, châu Đại Dương và châu Mỹ. Trụ sở chính của hãng được đặt tại Sân bay quốc tế Nội Bài.
Vietnam Airlines là cổ đông chiếm tỷ lệ cổ phần lớn nhất trong Pacific Airlines với tỷ lệ nắm giữ cổ phần là 98%. Hãng cũng đồng thời sở hữu 1 hãng bay nhỏ chuyên khai thác các chặng bay nội địa ngắn là Công ty Bay Dịch vụ Hàng Không VASCO. Trước đây, hãng từng nắm giữ 49% cổ phần của Cambodia Angkor Air, hãng hàng không quốc gia Campuchia, nhưng đã thoái vốn vào năm 2022 như một giải pháp để cứu vãn tình trạng tài chính khó khăn do đại dịch COVID-19.
Hãng đã đạt được danh hiệu 4 sao theo tiêu chuẩn của Skytrax. Vào ngày 10 tháng 6 năm 2010, Vietnam Airlines đã chính thức gia nhập liên minh SkyTeam, trở thành hãng hàng không đầu tiên của Đông Nam Á gia nhập liên minh này.
Tính trong 6 tháng đầu năm 2023, Vietnam Airlines đã vận chuyển 2,777,570 lượt hành khách quốc tế (chiếm 19,01% thị phần hành khách quốc tế; nếu chỉ xét riêng các hãng hàng không Việt Nam thì hãng chiếm 40,12%) và 6,971,917 lượt hành khách nội địa (chiếm 33.05% thị phần hành khách nội địa). Nếu tính cả số khách được vận chuyển bởi các hãng con là Pacific Airlines và VASCO, con số này lần lượt là 20,01% và 42,07%.

## Lịch sử

### Giai đoạn khởi đầu (1956 - 1993)

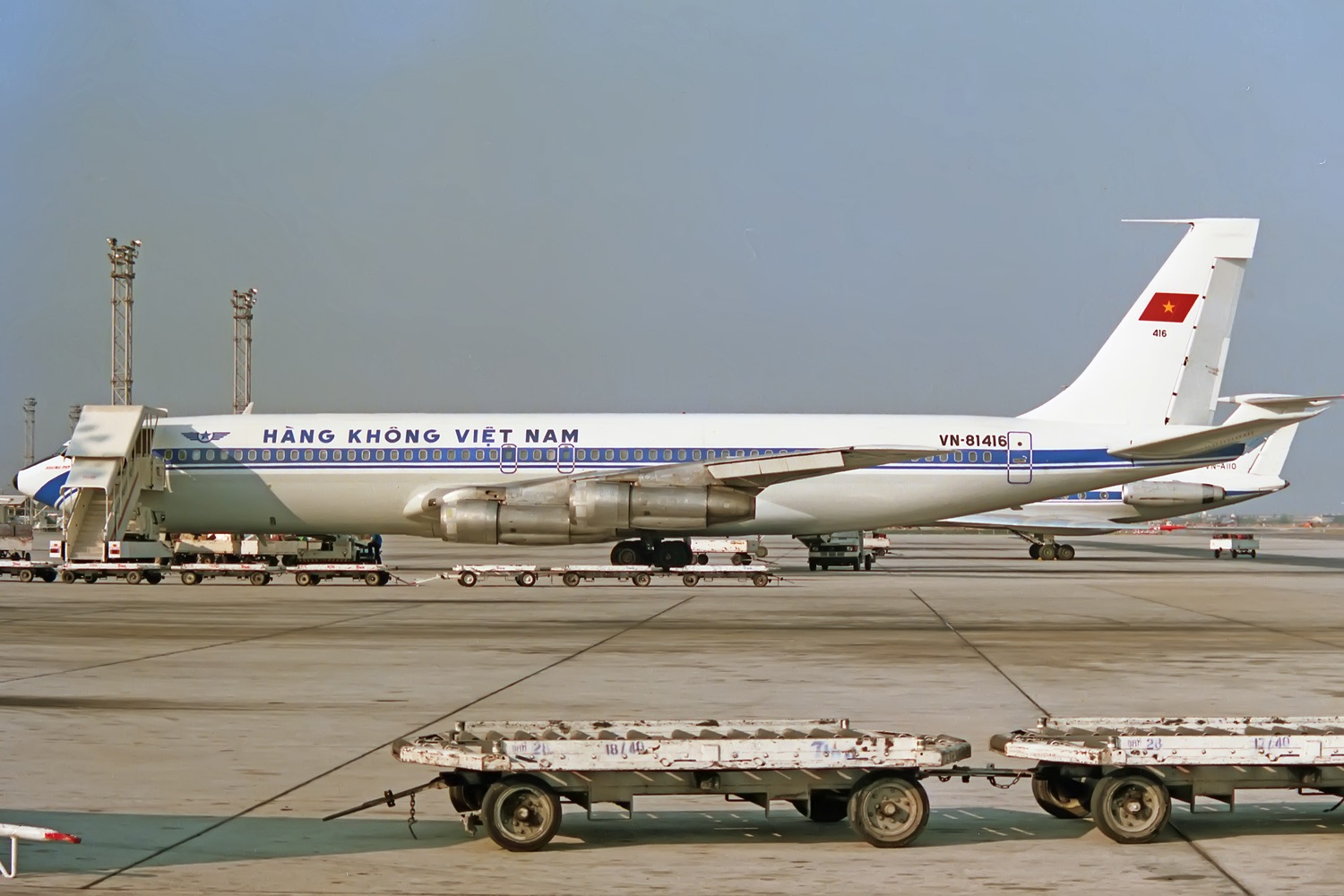
Máy bay Boeing 707 của Hàng Không Việt Nam tại sân bay quốc tế Don Mueang năm 1987

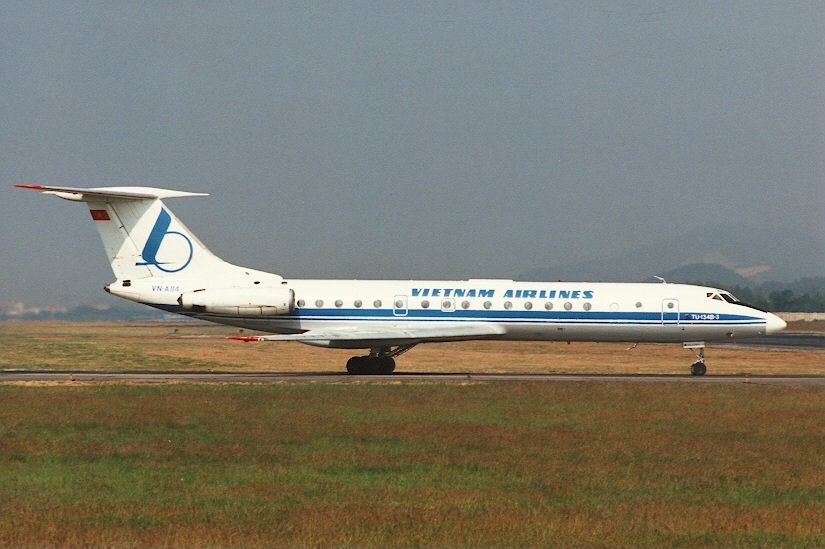
Một chiếc Tupolev Tu-134 của Vietnam Airlines tại sân bay quốc tế Bạch Vân, Quảng Châu cũ năm 1996

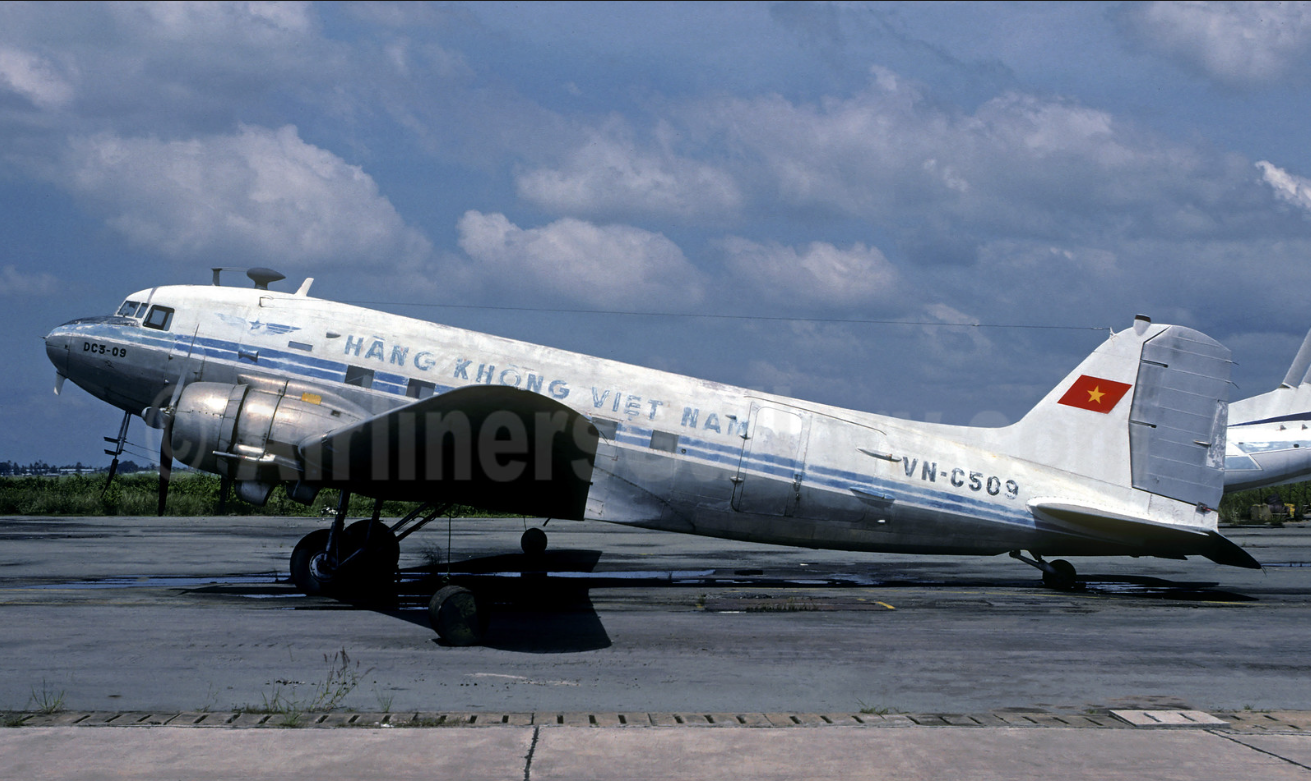
DC - 3 VN - C509 Hàng Không Việt Nam tại sân bay Tân Sơn Nhất

Lịch sử của Hãng bắt đầu vào ngày 15/01/1956, khi chính phủ Việt Nam Dân Chủ Cộng Hòa thành lập Cục Hàng không Dân dụng, đánh dấu sự ra đời của ngành Hàng không dân dụng Việt Nam. Năm đó, phi đội của hãng chỉ có 2 chiếc máy bay Lisunov Li-2, được hỗ trợ từ Liên Xô và Trung Quốc để phục vụ các mục đích dân sự. Sau đó, Hàng không Việt Nam đã thay thế các máy bay đó bằng 2 chiếc Ilyushin Il-14 và 3 chiếc Aero Ae-45. Do lệnh cấm vận từ phía Hoa Kỳ, Hàng không Việt Nam không được phép thuê hoặc mua các công nghệ và linh kiện từ Mỹ, dẫn đến đội tàu bay của hãng chỉ sử dụng các máy bay do Liên Xô và Trung Quốc sản xuất trong giai đoạn đầu.

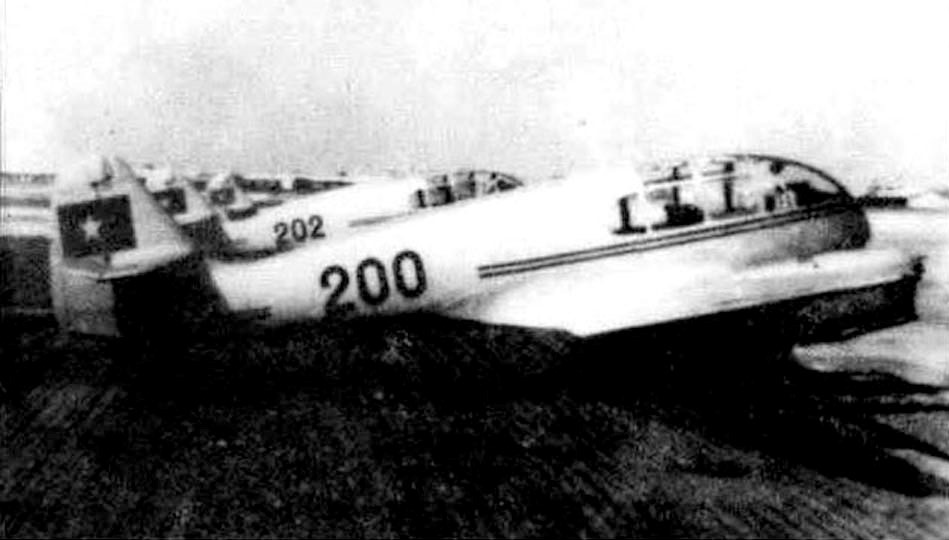
Aero Ae - 45 của Hàng Không Việt Nam tại Hoa Lâm (Trung Quốc)

Sự phát triển của hàng không dân dụng Việt Nam đã bị cản trở nghiêm trọng do ảnh hưởng của Chiến tranh Việt Nam (1954-1975). Năm 1976, khi chiến tranh kết thúc, hãng bắt đầu mở các tuyến bay quốc tế. Đầu tiên là chặng bay đến Bắc Kinh, Trung Quốc, sau đó là chặng bay đến Viêng Chăn, Lào. Thời điểm đó, hãng lấy tên là Tổng Cục Hàng không Dân dụng Việt Nam (General Department of Civil Aviation in Vietnam), vận hành dịch vụ hàng không đầy đủ (full operations). Hãng đã chở được khoảng 21.000 hành khách (trong đó khoảng 1/3 là hành khách trên các chuyến bay quốc tế cùng với 3.000 tấn hàng hóa. Năm 1978, hãng đã mở rộng phạm vi hoạt động với một điểm đến mới là Bangkok, Thái Lan. Cuối thập niên 80, đầu thập niên 90, hãng đã mở thêm các đường bay mới tới Hồng Kông, Kuala Lumpur, Manila và Singapore.

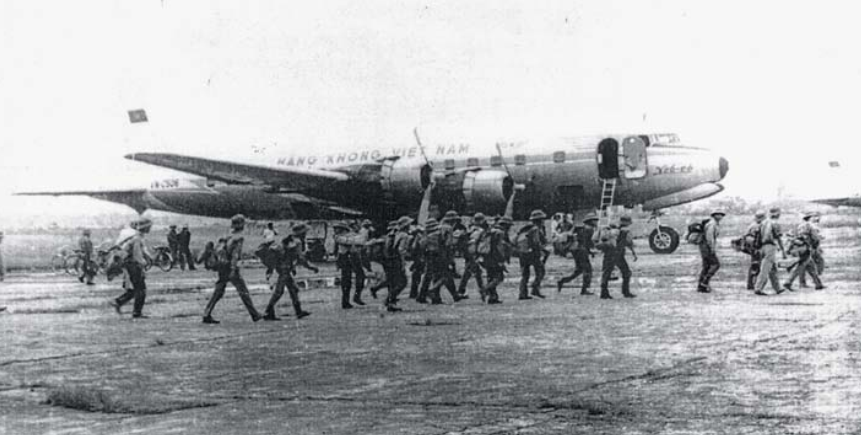
DC - 6 của Hàng Không Việt Nam tham gia chở bộ đội bảo vệ biên giới phía Bắc năm 1979

Trong năm 1990, hãng bắt đầu xúc tiến các cuộc đàm phán để đưa các máy bay do phương Tây chế tạo vào đội bay của mình. Tuy nhiên, cuối năm đó, hãng phải từ bỏ việc mua 2 chiếc máy bay Airbus A310 do các máy bay này sử dụng động cơ do Mỹ sản xuất. Tháng 7 năm 1991, hãng đã ký hợp đồng thuê ướt máy bay Boeing 737-300 từ công ty cho thuê TransAvia của Hà Lan. Tuy nhiên, hãng phải trả lại máy bay do Bộ Ngoại giao Hoa Kỳ gây áp lực buộc bên cho thuê Hà Lan phải đưa máy bay ra khỏi Việt Nam. Sau đó, Vietnam Airlines đã đàm phán với TEA Basle một hợp đồng thuê ướt máy bay tương tự có các điều khoản phức tạp hơn. Bên cho thuê cũng đứng ra đàm phán với chính quyền Hoa Kỳ trong suốt năm 1991. Cuối cùng, thỏa thuận này được chấp thuận nhưng với điều kiện chiếc Boeing 737 phải được đỗ bên ngoài lãnh thổ Việt Nam và không có logo hoặc tên gọi của hãng hàng không Việt Nam. Tháng 12 năm 1991, hãng cùng Cathay Pacific thỏa thuận thành lập một liên doanh hàng không để khai thác đường bay giữa Hồng Kông và Việt Nam, vì đội bay Tupolev Tu-134 của hãng không đáp ứng được các điều kiện hạn chế tiếng ồn của sân bay Kai Tak.

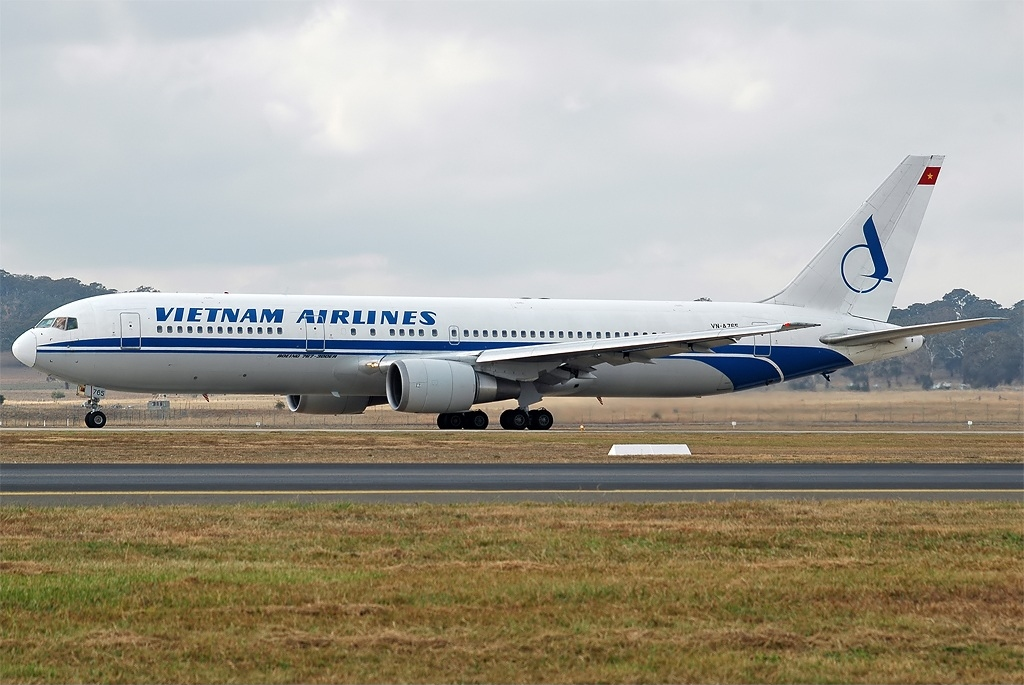
Một chiếc Boeing 767-300ER của Vietnam Airlines với màu sơn cánh cò - vầng trăng ở Sân bay quốc tế Canberra năm 2005.

Tháng 10 năm 1992, chiếc Boeing 737-300 được thay thế bằng một chiếc Airbus A310. Tuy nhiên, do không đạt được thỏa thuận về việc bên nào sẽ phải trả tiền sửa chữa động cơ máy bay bị hỏng nên hãng đã thuê một chiếc A310 khác từ GATX, cũng do Jes Air vận hành. Một tranh chấp tương tự khi thuê máy bay của United Technologies đã khiến hãng hàng không Việt Nam chuyển từ dòng máy bay Airbus sang Boeing. Tháng 1 năm 1993, hãng tiếp nhận chiếc máy bay Boeing 767-200ER được thuê từ Ansett Worldwide Aviation Services (AWAS), và sang năm sau là một chiếc Boeing 767-300ER của Royal Brunei Airlines. Vào tháng 10 năm 1993, hãng tiếp nhận máy bay Airbus A320-200 đầu tiên theo hợp đồng thuê 2 năm với Air France. Hãng hàng không Pháp đã đồng ý cho hãng thuê các máy bay Airbus, đồng thời cung cấp dịch vụ hỗ trợ khách hàng, đào tạo phi công và phi hành đoàn. Thời điểm đó, hãng đã mở rộng mạng bay tới Paris, Tokyo, Seoul, Sydney và Melbourne. Năm 1993, hãng đã vận chuyển 1,06 triệu hành khách, trong đó có 418.000 khách trên các chuyến bay quốc tế.

### Thành lập Hãng Hàng không Quốc gia (1993 - 2006)
Năm 1993, chính phủ Việt Nam thành lập Hãng Hàng không Quốc gia Việt Nam, trên cơ sở tách hoạt động kinh doanh vận tải hàng không khỏi Cục Hàng không Dân dụng Việt Nam, trở thành doanh nghiệp nhà nước. Tuy nhiên, trong giai đoạn 1993 - 1996, hãng vẫn hoạt động dưới tên gọi Hàng không dân dụng Việt Nam.
Tháng 2 năm 1994, Tổng thống Hoa Kỳ Bill Clinton ban hành lệnh dỡ bỏ cấm vận đối với Việt Nam, dẫn tới Vietnam Airlines có khả năng mua các máy bay do Phương Tây chế tạo. Tháng 4 năm 1994, Vietnam Airlines thông báo sẽ dần thay thế đội bay do Liên Xô sản xuất. Tháng 4 năm 1995, đội bay của hãng bao gồm 9 chiếc Airbus A320 (tất cả đều được thuê từ Air France), 11 chiếc Antonov An-24, 4 chiếc ATR72, 2 chiếc Boeing 707-300, 3 chiếc Ilyushin Il-18, 9 chiếc Tupolev Tu-134 và 3 chiếc Yakovlev. Mạng lưới bay của hãng gồm 14 điểm đến nội địa và 16 điểm đến quốc tế. Ngày 27 tháng 5 năm 1995, hãng cùng một số doanh nghiệp hàng không khác được hợp nhất thành Tổng Công ty Hàng không Việt Nam. Giữa năm 1995, Hãng mua thêm 2 chiếc Fokker 70 với giá 50 triệu USD nhằm mục đích thay thế một phần đội bay Tu-134 trên các đường bay nội địa và phục vụ khách VIP. Tháng 12 năm 1995, hãng đàm phán với GECAS để thuê thêm 3 chiếc Boeing 767-300ER cũ để thay thế cho những chiếc máy bay Boeing 767 được thuê ướt (3 chiếc -300ER và 1 chiếc -200ER được thuê từ AWAS và Royal Brunei) trong đội bay.
Tháng 9 năm 1996, Vietnam Airlines triển khai dịch vụ hạng Thương gia trên các chuyến bay của hãng, và sau đó cho ra mắt chương trình khách hàng thường xuyên Golden Lotus Plus (GLP) vào năm 1999. Năm 1996, hãng bắt đầu tìm kiếm các máy bay mới để thay thế đội bay thuê ướt từ Air France do hết hạn hợp đồng. Bên cạnh Airbus A320, Vietnam Airlines còn cân nhắc bổ sung thêm Boeing 737 và McDonnell Douglas MD-90 vào đội bay. Tháng 2 năm 1996, GECAS giao chiếc đầu tiên trong số 3 chiếc Boeing 767-300ER cho hãng theo hợp đồng thuê khô trong 5 năm. Tháng 10 năm 1996, hãng trả lại 2 chiếc Boeing 767-300ER và 1 chiếc Boeing 767-200, được thuê từ AWAS và Royal Brunei Airlines; nhưng vào đầu năm 1997, hãng lại thuê 1 chiếc Boeing 767-300ER khác từ AWAS và đưa vào vận hành. Vì đã được dỡ bỏ cấm vận và tự do khai thác các máy bay do phương Tây sản xuất, Vietnam Airlines cân nhắc việc khai thác các máy bay đường dài như Airbus A340, Boeing 747 và McDonnell Douglas MD-11 để phục vụ người Việt ở nước ngoài. Trong khi đó, 2 chiếc Fokker 70 đã được mua vào tháng 5 và tháng 7 để thay thế 12 chiếc Tupolev Tu-134. Ngày 3 tháng 9 năm 1997, một chiếc Tupolev Tu-134B của Vietnam Airlines đã bị rơi khi đang tiếp cận Sân bay Pochentong của Phnôm Pênh do điều kiện thời tiết xấu khiến 65 người thiệt mạng.
Đầu năm 1998, hãng thông báo màu sơn mới trên các máy bay trong đội bay, với chiếc đầu tiên được sơn màu sơn nhận diện mới là Boeing 767. Tháng 12 năm 2001, Vietnam Airlines đã ký một thỏa thuận lịch sử với Boeing: lần đầu tiên một hãng hàng không của Việt Nam đặt mua 4 máy bay Boeing 777-200ER do Mỹ chế tạo, trị giá 680 triệu USD, đánh dấu hoạt động thương mại đầu tiên giữa 2 quốc gia sau khi 2 nước ký kết Hiệp định Thương mại Song phương. Chiếc máy bay đầu tiên dự kiến được giao vào năm 2003. 4 chiếc máy bay này, cùng với 6 chiếc khác cùng loại đang được thuê từ International Lease Finance Corporation (ILFC), là chủ lực trong đội bay của Vietnam Airlines, lần lượt phục vụ trên các đường bay trung bình và đường dài. Trong năm đó, hãng đã vận chuyển 3,4 triệu hành khách, trong đó có 1,9 triệu hành khách bay nội địa. Hãng cũng khai thác trở lại đường bay đi Bắc Kinh và mở mới đường bay đi Côn Minh. Trong năm 2002, Vietnam Airlines đã cân nhắc thuê 2 chiếc Airbus A340-300 của Airbus. Ngày 4 tháng 9 năm 2003, Hãng chính thức tiếp nhận chiếc Boeing 777-200ER đầu tiên được mua từ hợp đồng với Boeing. Ngày 28 tháng 10 năm 2003, Vietnam Airlines quyết định chuyển hoạt động tại Moscow từ Sân bay Quốc tế Sheremetyevo sang Sân bay Quốc tế Domodedovo.
Tháng 6 năm 2005, Vietnam Airlines đặt mua 4 chiếc Boeing 787-8. Ngoài ra, hãng đặt hàng thêm 12 chiếc 787-8 vào cuối năm 2007, trong đó một số chiếc được mua trực tiếp từ Vietnam Airlines, số còn lại được mua bởi công ty con của hãng là Công ty Cho thuê Máy bay Việt Nam (VALC). Những máy bay mới này sẽ giúp Vietnam Airlines mở rộng mạng lưới và thay thế một số máy bay thuê. Tuy nhiên, Boeing đã chậm trễ giao máy bay cho Vietnam Airlines. Ngày 2 tháng 8 năm 2015, hãng tiếp nhận chiếc Boeing 787-9 đầu tiên, và sử dụng loại máy bay này để khai thác các đường bay trọng điểm như giữa Hà Nội - TP. Hồ Chí Minh từ ngày 4 tháng 8 năm 2015, Hà Nội/ TP. Hồ Chí Minh đi London từ tháng 9 năm 2015.
Ngày 20 tháng 6 năm 2005, Vietnam Airlines mở đường bay thẳng đến Frankfurt, Đức, sau khi nhu cầu đi lại giữa 2 nước tăng vọt hơn 70% vào năm 2004. Hãng khai thác các chuyến bay với tần suất 2 chuyến/tuần từ Hà Nội và 1 chuyến/tuần từ TP. Hồ Chí Minh bằng máy bay Boeing 777. Ngày 8 tháng 12 năm 2006, Vietnam Airlines được kết nạp vào IATA sau khi vượt qua cuộc đánh giá hết sức khắt khe về an toàn khai thác của IATA do công ty Aviation Quality Services (AQS) thực hiện.

### Giai đoạn phát triển (2006 - 2019)
Năm 2007, Chính phủ Việt Nam lên kế hoạch cổ phần hóa Vietnam Airlines. Trong kế hoạch, Chính phủ cân nhắc việc bán 20–30% cổ phần của Hãng Hàng không Quốc gia cho tư nhân, nhưng Chính phủ vẫn nắm giữ phần lớn cổ phần. Kế hoạch này nằm trong một chính sách lớn của Chính phủ Việt Nam nhằm cổ phần hóa các công ty nhà nước, dự kiến hoàn thành vào năm 2010. Tuy nhiên, do ảnh hưởng của cuộc khủng hoảng tài chính toàn cầu, Vietnam Airlines đã lỡ kế hoạch cổ phần hóa và phải chuyển sang hoạt động theo hình thức Công ty TNHH Một Thành Viên.
Vào ngày 21 tháng 12 năm 2007, Vietnam Airlines và Công ty con VALC đã ký hợp đồng với Airbus về việc mua 10 chiếc Airbus A350 XWB và 20 chiếc Airbus A321 để bổ sung cho đội bay trong thời gian chờ Boeing giao những chiếc B787 đầu tiên. Tại thời điểm này, đội bay của hãng gồm 47 chiếc máy bay hiện đại thuộc nhiều chủng loại, trong đó có 25 chiếc Airbus (gồm 10 A320, 11 A321 và 4 A330). Đơn đặt hàng này sẽ đưa Vietnam Airlines trở thành một trong những nhà khai thác Airbus lớn nhất ở châu Á. Trước đó, ngày 6 tháng 12 năm 2007, Vietnam Airlines cũng công bố mua thêm 5 chiếc ATR 72-500 từ nhà sản xuất Pháp.
Năm 2009, Vietnam Airlines đã liên doanh với Chính phủ Campuchia thành lập Hãng Hàng không Cambodia Angkor Air, nắm giữ lần lượt 49% và 51% cổ phần, với mục tiêu thúc đẩy du lịch tại Campuchia. Hãng hàng không này bắt đầu bay vào tháng 7 cùng năm, sử dụng máy bay ATR-72 cùng 1 chiếc Airbus A321 gia nhập đội bay vào tháng 9. Tháng 6 năm 2009, hãng đã ký một hợp đồng mua thêm 16 chiếc Airbus A321 cộng với 2 chiếc Airbus A350 tại Triển lãm Hàng không Paris. Tháng 10 năm 2009, Vietnam Airlines đã ra mắt website thương mại điện tử song ngữ để cung cấp tiện ích đặt vé cho hành khách và áp dụng hệ thống dịch vụ hành khách mới do hãng công nghệ Sabre Airline Solutions thiết kế.
Ngày 26 tháng 8 năm 2010, hãng đã hợp tác với Boeing trong buổi công bố chương trình hiện đại hóa nội thất khoang hành khách nhằm tăng sự thoải mái cho hành khách. Từ cuối tháng 9 đến đầu tháng 10 năm 2010, Vietnam Airlines tung ra 90.000 vé khuyến mại có giá vé giảm từ 40% - 85%  nhân kỷ niệm 1000 năm Thăng Long - Hà Nội. Tháng 11 năm 2010, hãng ký kết với Honeywell một hợp đồng trị giá 100 triệu USD để trang bị thêm thiết bị năng lượng dự phòng 131-9A APU cho các máy bay Airbus A321, được tính toán sẽ giúp Vietnam Airlines tiết kiệm được 10.000 USD/máy bay/năm (tương đương 195 triệu đồng/máy bay/năm).
Tháng 1 năm 2011, hãng đã công bố kế hoạch tái khởi động đợt phát hành cổ phiếu lần đầu ra công chúng (IPO) vào cuối năm 2012; sau khi bị lỡ kế hoạch do cuộc khủng hoảng tài chính 2007-2008. Đợt IPO và các đợt chào bán cổ phiếu tiếp theo sẽ cung cấp vốn để hãng mở rộng đội bay và mạng lưới bay. Với giá trị Công ty được được định giá 1,5 tỷ USD, chính phủ có kế hoạch sẽ vẫn nắm giữ 75% cổ phần. Kế hoạch IPO đã được trình lên Bộ Giao thông Vận tải Việt Nam vào tháng 6 năm 2014. Ngày 14 tháng 11 năm 2014, hãng đã chào bán thành công 49.009.008 cổ phần. Tập đoàn sẽ được tái cơ cấu vào năm 2015 để ngang hàng với các doanh nghiệp nhà nước khác và chuyển trọng tâm ra khỏi các hoạt động kinh doanh không cốt lõi. Sau khi tái cơ cấu, tập đoàn hàng không sẽ bao gồm chính Vietnam Airlines và ba hãng hàng không; tổng cộng, tập đoàn sẽ bao gồm 26 công ty được kiểm toán độc lập.

Tháng 2 năm 2012, Vietnam Airlines tiếp nhận vốn góp tại Jetstar Pacific Airlines từ Tổng công ty Đầu tư và kinh doanh vốn nhà nước, chính thức sở hữu 70% vốn tại hãng này, 30% còn lại thuộc sở hữu của Qantas. Việc hãng hàng không tiếp quản cổ phần của SCIC tại Jestar Pacific sẽ giúp hãng hàng không giá rẻ này huy động được 27 triệu USD, số tiền này sẽ được dùng để đổi mới đội bay. Cuối tháng 4/2012, công ty cho thuê máy bay VALC công bố đặt hàng 8 chiếc Boeing 787-9 sẽ cho Vietnam Airlines thuê; việc giao hàng dự kiến sẽ bắt đầu vào năm 2017. Cuối tháng 5 năm 2012, hãng đã ký thỏa thuận với Eximbank của Việt Nam về khoản vay trị giá 100 triệu USD mà hãng sẽ sử dụng để tài trợ cho việc mua 4 chiếc Airbus A321; thêm 100 triệu USD nữa được cho vay vào tháng 4 năm 2013 để tài trợ cho việc mua 8 chiếc Boeing 787. Trong một thương vụ trị giá 1,7 tỷ USD, Vietnam Airlines đã ký hợp đồng với General Electric vào tháng 10 năm 2013 để cung cấp 40 động cơ cho máy bay Boeing 787 mà hãng đã đặt hàng. Vào tháng 7 năm 2014, hãng mở mới đường bay từ Hà Nội đi sân bay Handeda, Tokyo, Nhật Bản và từ Đà Nẵng đi sân bay Narita, Tokyo, Nhật Bản. Vietnam Airlines nhận chiếc Airbus A350-900 đầu tiên vào cuối tháng 6 năm 2015, trở thành hãng thứ 2 khai thác loại máy bay này trên toàn thế giới sau Qatar Airways. Vào tháng 8 năm 2015, chiếc Boeing 787-9 đầu tiên của hãng đã được đưa vào đội bay. Vào tháng 11 năm 2018, hãng đã nhận chiếc Airbus A321 NEO đầu tiên. 

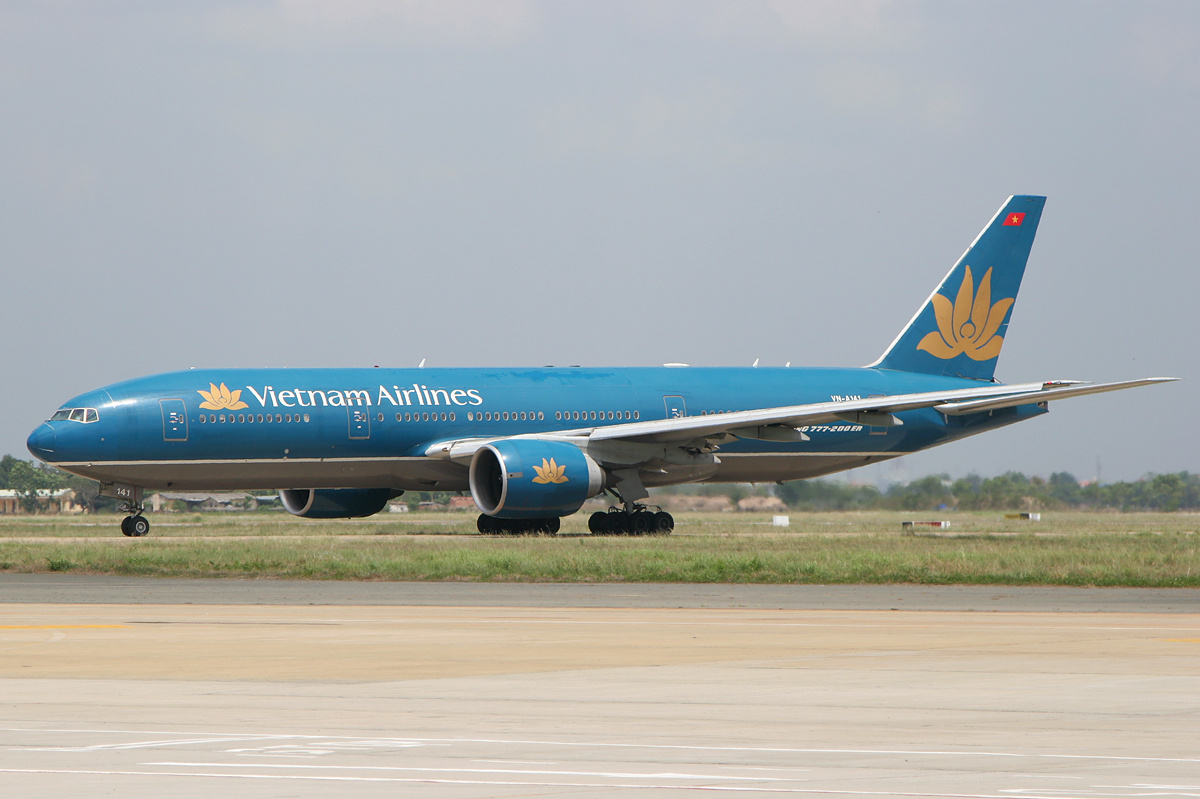
Chiếc Boeing 777-200ER đầu tiên của Vietnam Airlines tiếp nhận vào tháng 3 năm 2003

Tháng 7 năm 2016, hãng được tổ chức SkyTrax trao chứng chỉ công nhận là Hãng Hàng không 4 sao
Ngày 7 tháng 5 năm 2019, Vietnam Airlines chính thức được niêm yết cổ phiếu trên sàn HOSE. Với giá khởi điểm 40.600 đồng/cổ phiếu, Vietnam Airlines là doanh nghiệp có giá trị vốn hóa lớn nhất niêm yết cổ phiếu trên sàn HOSE từ đầu năm 2019 đến thời điểm này.
Tháng 12 năm 2019, thị phần hàng không của hãng tại thị trường nội địa là 33,3%, trong khi các hãng con Jetstar Pacific Airlines và VASCO nắm giữ lần lượt 10,6% và 1,9% thị phần hàng không nội địa. Tuy nhiên, theo công bố tại báo cáo thường niên của hãng, tổng thị phần mà Vietnam Airlines đang nắm giữ lên đến 50,1%, với doanh thu hợp nhất là 100.315 tỷ đồng, lợi nhuận trước thuế hợp nhất là 3.389 tỷ đồng. Hãng cũng đang khai thác 40 đường bay nội địa với 22 điểm đến, 61 đường bay quốc tế đến 33 điểm đến thuộc 18 quốc gia.

### Đại dịch COVID-19 (2020 - 2023)
Vietnam Airlines bước vào giai đoạn kinh doanh năm 2020 với nhiều khó khăn do ảnh hưởng bởi đại dịch COVID-19.
Do làn sóng COVID-19 đầu tiên, hãng đã lần lượt thông báo ngừng khai thác các chặng bay quốc tế theo yêu cầu của Chính phủ, cụ thể như sau:
- Từ ngày 1 tháng 2 năm 2020, ngừng khai thác đường bay giữa Việt Nam và Trung Quốc, Macau, Hồng Kông[57].
- Từ ngày 5 tháng 3 năm 2020, ngừng khai thác đường bay giữa Việt Nam và Hàn Quốc. Các chuyến bay từ Hàn Quốc về Việt Nam vào ngày 3 và 4 tháng 3 năm 2020 sẽ chuyển hướng hạ cánh xuống sân bay Vân Đồn, Cần Thơ và Phù Cát[58].
- Ngày 17 tháng 3 năm 2020, thông báo hủy các đường bay giữa Việt Nam và Pháp.[59]
- Ngày 18 tháng 3 năm 2020, ngừng khai thác đường bay giữa Việt Nam và Malaysia do Chính phủ Malaysia phong tỏa biên giới[59]
- Ngày 19 tháng 3 năm 2020, hủy đường bay giữa Việt Nam và Nga, Đài Loan [58]
- Ngày 21 tháng 3 năm 2020, tạm ngừng đường bay giữa Việt Nam và Singapore, Thái Lan, Indonesia, Lào, Campuchia, Myanmar
- Ngày 23 tháng 3 năm 2020, ngừng đường bay giữa Việt Nam và Anh, Nhật bản
- Ngày 24 tháng 3 năm 2020, ngừng đường bay giữa Việt Nam và Đức, Australia

Sau đó, hãng cũng phải cắt giảm các đường bay nội địa do các chỉ thị phong tỏa, giãn cách xã hội để phòng chống dịch của Chính Phủ.
Điều này đã dẫn đến tình hình tài chính của hãng rơi vào khó khăn. Năm 2020, hãng lỗ 11.178 tỷ đồng, năm 2021 lỗ 13,278 tỷ đồng, năm 2022 lỗ 11.223 tỷ đồng. Hãng rơi vào tình trạng có thể bị hủy niêm yết trên sàn chứng khoán HOSE, do số lỗ lũy kế khiến vốn chủ sở hữu bị âm.
Ngày 28 tháng 11 năm 2021, hãng mở đường bay thẳng thường lệ đến San Francisco, Mỹ, đánh dấu lần đầu tiên một hãng hàng không Việt Nam khai thác chuyến bay thường lệ đến Hoa Kỳ.

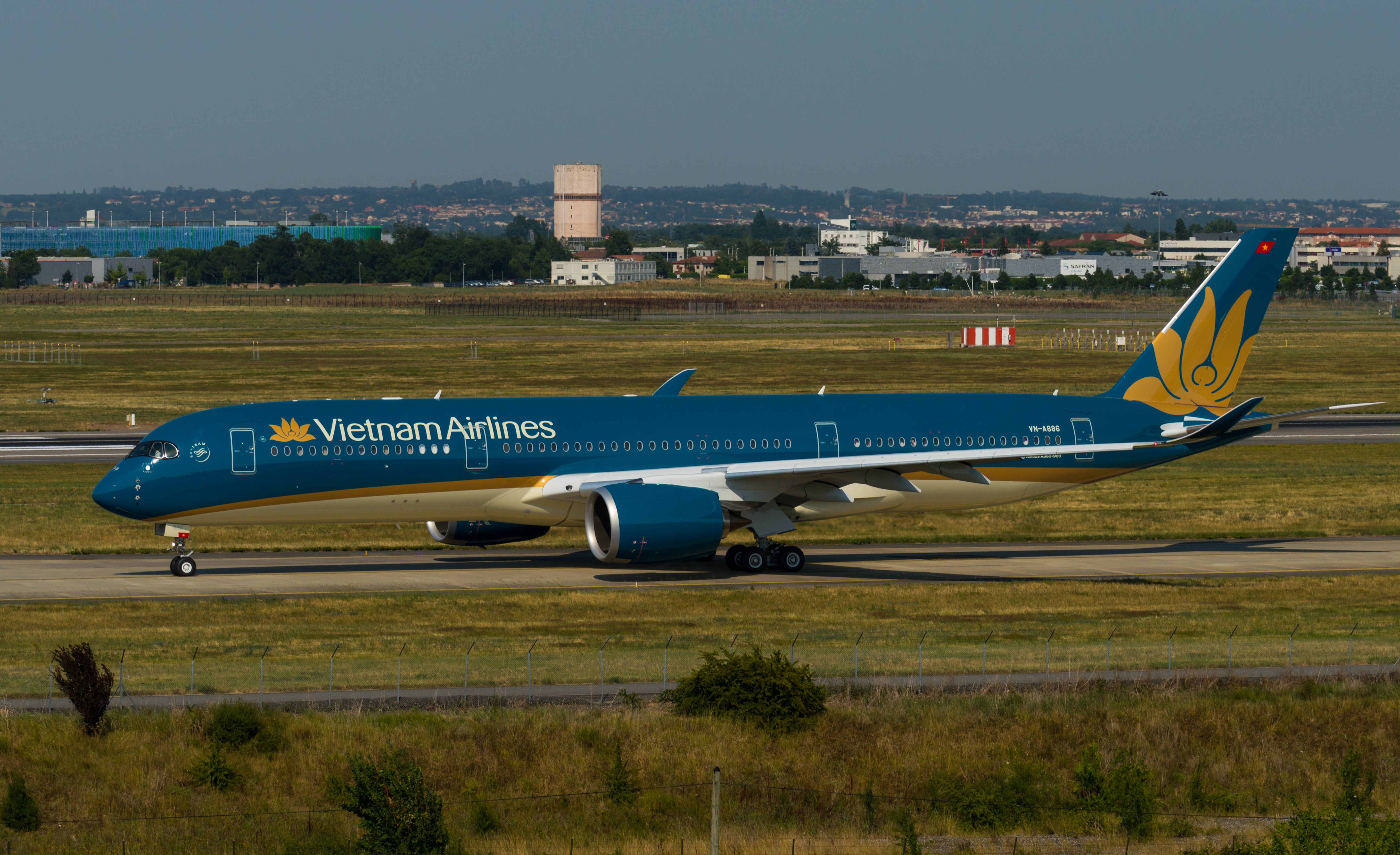
Chiếc Airbus A350-900 XWB đầu tiên của hãng trong chuyến bay bàn giao được thực hiện vào giữa năm 2015

Biểu tượng trước đây của Vietnam Airlines. Tháng 10 năm 2002, hãng giới thiệu phiên bản bông sen vàng nhân dịp tiếp nhận chiếc Boeing 777 vào năm 2003.

## Bộ nhận diện thương hiệu

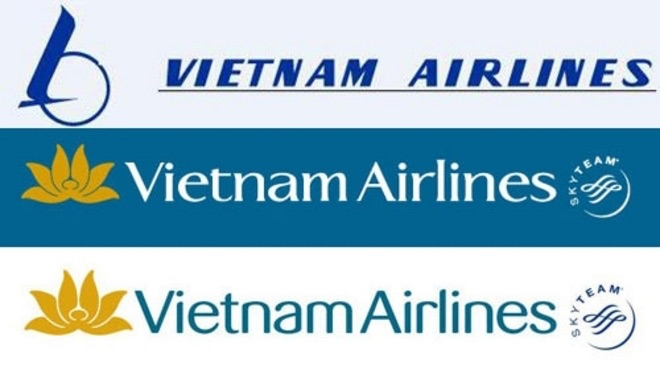
Logo Vietnam Airlines từ 1993 đến nay (Logo phía trên cùng: sử dụng từ năm 1993 đến năm 2002. Logo ở giữa: sử dụng từ 2002 đến 02/07/2015. Logo ở cuối: sử dụng từ 02/07/2015 tới nay)

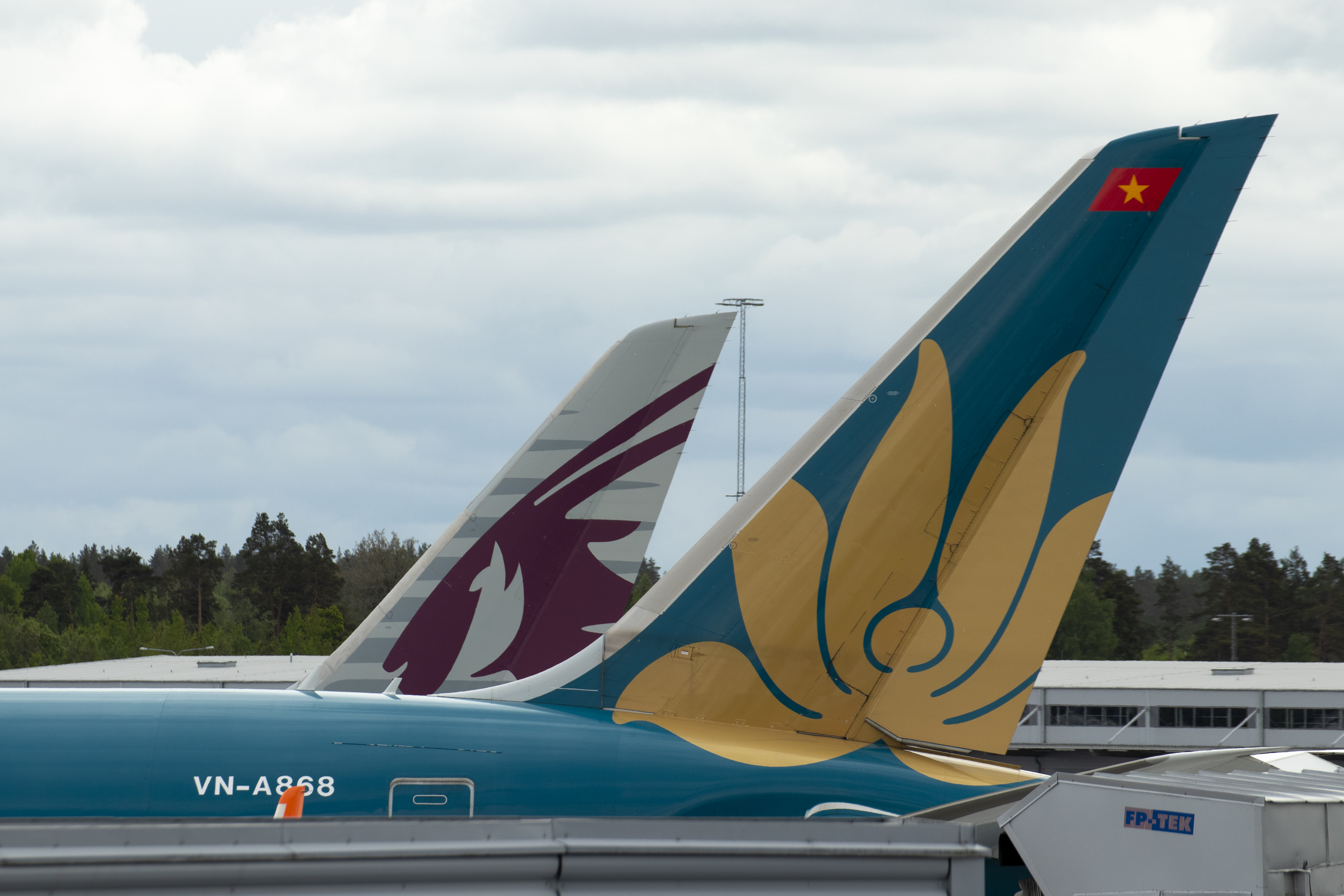
Hình ảnh bông sen vàng đã trở thành biểu tượng độc đáo của hãng trong 20 năm qua

Trước ngày 20 tháng 10 năm 2002, Vietnam Airlines sử dụng hình ảnh con cò cách điệu bay qua bầu trời làm biểu tượng. Ngày 20 tháng 10 năm 2002, Vietnam Airlines tổ chức lễ giới thiệu biểu tượng mới "Bông Sen Vàng". Đây là mốc đánh đấu sự thay đổi toàn diện của Vietnam Airlines với chương trình hiện đại hoá đội ngũ máy bay, mở rộng mạng đường bay và hoàn thiện chất lượng dịch vụ để trở thành một hãng hàng không có tầm cỡ trong khu vực và trên thế giới. Đây là sáng tác của họa sĩ Victor Kubo (Nhật Bản) và là kết quả của hơn 10 năm tìm kiếm và thử nghiệm để xây dựng mẫu biểu trưng tổng thể của Vietnam Airlines. Theo chia sẻ của chính Kubo, với vai trò là hãng hàng không của đất nước đang phát triển trong thời điểm đó, hình ảnh của Vietnam Airlines phải chuyên nghiệp nhưng không quá cẩn trọng, cho nên mục tiêu là xây dựng hình ảnh mới mẻ, dễ tiếp cận, không quá cầu kỳ để áp dụng nhưng vẫn chuyên nghiệp và có ý nghĩa cho hãng nói riêng và tạo cảm hứng dân tộc Việt Nam nói chung, đồng thời tạo nên lời mời cho thị trường quốc tế.
Theo Vietnam Airlines, hoa sen - một hình tượng có ý nghĩa hết sức đặc biệt đối với người Việt Nam. Hoa sen biểu hiện cho sự khai sáng và hoàn mỹ; vừa đời thường lại vừa cao quý, linh thiêng; vừa duyên dáng, mềm mại, nhưng không kém phần cứng cáp, đĩnh đạc.
Ông Lương Hoài Nam, Trưởng Ban Kế hoạch thị trường của Vietnam Airlines cho biết, các ứng dụng "con cò" trong những năm qua tỏ ra thiếu đồng bộ và nhất quán, ý nghĩa của biểu tượng này ngày càng mờ nhạt. Về mặt trực cảm, trên bầu trời và nhất là giữa các sân bay quốc tế lớn, máy bay của Việt Nam với màu trắng và biểu tượng con cò trông mảnh mai, yếu ớt, không gây ấn tượng sâu sắc đối với khách hàng.
Có nhiều lý do để những nhà thiết kế chọn biểu tượng hoa sen. Thứ nhất, nó phản ánh lịch sử văn hóa Việt Nam, thu hút sự chú ý, khơi dậy niềm tự hào dân tộc. Hoa sen có ý nghĩa đặc biệt đối với người Việt Nam, nó tượng trưng cho sự khai sáng và hoàn mỹ theo triết học nhà Phật và phản ánh sức vươn lên của dân tộc Việt Nam. Hoa sen có trong mọi mặt của cuộc sống, trong kiến trúc cung đình và tôn giáo, trong văn học nghệ thuật... Hoa sen có sự khác biệt hoàn toàn so với biểu tượng hiện thời, khác biệt so với các hãng hàng không khu vực. Một số hãng đã sử dụng thành công biểu tượng hoa như China Airlines, Hawaiian Airlines nhưng chưa có hãng nào sử dụng hoa sen. Hơn thế, cả thế giới đều biết đến hoa sen như biểu tượng của giá trị văn hóa và vẻ đẹp thuần túy châu Á.

## Dịch vụ hàng không

### Hạng Thương Gia
Hạng Thương Gia của Vietnam Airlines được phục vụ theo tiêu chuẩn 4 sao. Hãng triển khai hạng ghế này ở hầu hết các chuyến bay.
Dịch vụ mặt đất được phục vụ cho hạng Thương gia bao gồm làm thủ tục tại quầy dành riêng cho khách hạng Thương gia, sử dụng xe riêng đưa đón ra máy bay, ưu tiên trả hành lý ký gửi, ưu tiên làm thủ tục soi chiếu an ninh và xuất cảnh.
Hành khách hạng Thương gia cũng được sử dụng phòng khách Bông Sen (Lotus Lounge) trong khi chờ lên máy bay.
Hãng cũng cung cấp ghế ngồi có khả năng ngả phẳng 180 độ nếu hành khách bay hạng thương gia trên các chuyến bay khai thác bằng dòng máy bay Boeing 787 và Airbus A350.

### Hạng Phổ thông Đặc biệt
Một số chặng bay của hãng có khai thác hạng Phổ thông Đặc biệt, gồm chặng bay giữa Hà Nội và TP. Hồ Chí Minh, giữa Hà Nội/TP. Hồ Chí Minh đi Nhật Bản, Australia, Anh, Đức, Pháp và Mỹ.
Năm 2017, hãng được SkyTrax vinh danh là một trong hai mươi hãng hàng không có dịch vụ khoang Phổ thông Đặc biệt tốt nhất thế giới.

### Hạng Phổ thông
Hạng phổ thông của Vietnam Airlines được cung cấp trong tất cả các chuyến bay.

### Chương trình khách hàng thường xuyên
Chương trình khách hàng thường xuyên của Vietnam Airlines là Bông Sen Vàng hay Lotusmiles, ra mắt lần đầu vào năm 1999 với tên gọi Golden Lotus Plus.

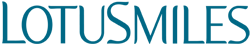
Biểu trương của Chương trình Bông Sen Vàng (Lotusmiles)

Năm 2023, số lượng hội viên Chương trình Bông Sen Vàng đạt 5.3 triệu, tăng 810.000 hội viên, tương ứng tăng gần 18%, với nhiều chương trình hợp tác Lưu trữ ngày 27 tháng 7 năm 2024 tại Wayback Machine mở rộng hệ sinh thái đa dạng.
Hiện nay, hãng đang triển khai tổng cộng 6 hạng thẻ, gồm Hội viên Triệu dặm, Bạch Kim, Vàng, Titan, Bạc và Đăng ký, với tiêu chí như sau:
| Chỉ tiêu                         | Triệu dặm Million Miler                                                                       | Bạch kim Platinum                                    | Vàng Gold                                            | Titan                                                | Bạc Silver                                     | Đăng ký Registration |
| -------------------------------- | --------------------------------------------------------------------------------------------- | ---------------------------------------------------- | ---------------------------------------------------- | ---------------------------------------------------- | ---------------------------------------------- | -------------------- |
| Hạng thẻ tương ứng trong SkyTeam | SkyTeam Elite Plus                                                                            | SkyTeam Elite Plus                                   | SkyTeam Elite                                        | SkyTeam Elite                                        |                                                |                      |
| Tiêu chí xét hạng                | 1.000.000 dặm xét hạng trở lên trên chuyến bay của Vietnam Airlines khai thác từ khi gia nhập | 45 chuyến bay xét hạng; hoặc 50.000 dặm bay xét hạng | 27 chuyến bay xét hạng; hoặc 30.000 dặm bay xét hạng | 18 chuyến bay xét hạng; hoặc 15.000 dặm bay xét hạng | 1 chuyến bay xét hạng; hoặc 1 dặm bay xét hạng | Không có yêu cầu     |
| Thời hạn thẻ                     | Trọn đời                                                                                      | 12 tháng                                             | 12 tháng                                             | 12 tháng                                             | Không thời hạn                                 |                      |

Năm 2024, hãng triển khai Chương trình Phiên ngang thẻ (Status Match) của các hãng hàng không ngoài SkyTeam, sang hạng thẻ Lotusmiles tương ứng trên toàn thế giới.

## Cơ cấu và tổ chức bộ máy

### Lãnh đạo
Hiện nay, Vietnam Airlines được tổ chức dưới hình thức Công ty Cổ phần, đặt dưới sự lãnh đạo của Hội Đồng Quản Trị gồm 7 người và Ban Giám đốc Công ty gồm 10 người (bao gồm 1 Tổng Giám đốc, 8 Phó Tổng Giám đốc và 1 Kế toán trưởng). Chủ tịch Hội đồng quản trị hiện nay là ông Đặng Ngọc Hòa. Tổng Giám đốc hiện nay là ông Lê Hồng Hà.

### Các công ty thành viên
Vietnam Airlines Group hiện có khoảng 21 công ty con và công ty liên kết. Theo Báo cáo tài chính được kiểm toán, tại ngày 31 tháng 12 năm 2022, Vietnam Airlines đang trực tiếp nắm giữ vốn góp tại các công ty sau:
| Tên công ty                                                    | Phân loại        | Hoạt động chính                                      | Địa chỉ  | Tỷ lệ sở hữu |
| -------------------------------------------------------------- | ---------------- | ---------------------------------------------------- | -------- | ------------ |
| Công ty Cổ phần Hàng không Pacific Airlines                    | Công ty con      | Kinh doanh vận tải hàng không                        | Việt Nam | 98,84%       |
| Công ty TNHH MTV Kỹ thuật bay (VAECO)                          | Công ty con      | Sửa chữa, bảo dưỡng máy bay                          | Việt Nam | 100%         |
| Công ty TNHH MTV Nhiên liệu Hàng không Việt Nam (SKYPEC)       | Công ty con      | Kinh doanh nhiên liệu hàng không                     | Việt Nam | 100%         |
| Công ty Cổ phần Dịch vụ Hàng hóa Nội Bài                       | Công ty con      | Phục vụ hàng hóa các chuyến bay                      | Việt Nam | 53,13%       |
| Công ty Cổ phần Suất ăn Hàng không Nội Bài                     | Công ty con      | Cung cấp suất ăn trên máy bay                        | Việt Nam | 60,17%       |
| Công ty TNHH MTV Suất ăn Hàng không Việt Nam                   | Công ty con      | Cung cấp suất ăn trên máy bay                        | Việt Nam | 100%         |
| Công ty Cổ phần Đào tạo Bay Việt                               | Công ty con      | Đào tạo phi công                                     | Việt Nam | 51,52%       |
| Công ty Cổ phần Tin học và Viễn thông Hàng không               | Công ty con      | Dịch vụ tin học và viễn thông                        | Việt Nam | 52,73%       |
| Công ty Cổ phần Dịch vụ Hàng hóa Tân Sơn Nhất                  | Công ty con      | Phục vụ hàng hóa các chuyến bay                      | Việt Nam | 55%          |
| Công ty TNHH Dịch vụ Giao nhận Hàng hóa Tân Sơn Nhất           | Công ty con      | Vận chuyển, giao nhận hàng hóa, cho thuê kho bãi     | Việt Nam | 51%          |
| Công ty Cổ phần Dịch vụ Hàng không Sân bay Nội Bài             | Công ty con      | Dịch vụ phục vụ vận tải hàng không                   | Việt Nam | 51%          |
| Công ty TNHH Giao nhận Hàng hóa Vinako                         | Công ty con      | Dịch vụ giao nhận hàng hóa, vận tải mặt đất, kho bãi | Việt Nam | 65,05%       |
| Công ty Cổ phần Cung ứng và Xuất nhập khẩu Lao động Hàng không | Công ty con      | Xuất, nhập khẩu lao động                             | Việt Nam | 51%          |
| Công ty Cổ phần Sabre Việt Nam                                 | Công ty con      | Dịch vụ đặt giữ chỗ tự động                          | Việt Nam | 51,69%       |
| Công ty TNHH Dịch vụ Mặt đất Sân bay Việt Nam                  | Công ty con      | Dịch vụ mặt đất                                      | Việt Nam | 100%         |
| Công ty TNHH Kỹ thuật Công nghệ Hàng không Việt Nam Singapore  | Công ty con      | Sửa chữa, bảo dưỡng máy bay                          | Việt Nam | 51%          |
| Công ty Cổ phần Giao nhận Hàng hóa NASCO                       | Công ty con      | Vận chuyển, giao nhận hàng hóa                       | Việt Nam | 26,01%       |
| Công ty Cổ phần Cho thuê Máy bay Việt Nam                      | Công ty liên kết | Cho thuê máy bay                                     | Việt Nam | 32,48%       |
| Công ty Cổ phần Xuất Nhập Khẩu Hàng Không                      | Công ty liên kết | Dịch vụ ủy thác xuất nhập khẩu                       | Việt Nam | 41,31%       |
| Công ty Cổ phần Dịch vụ Hàng không Sân bay Đà Nẵng             | Công ty liên kết | Dịch vụ phục vụ hàng không                           | Việt Nam | 36,11%       |
| Công ty Cổ phần Nhựa cao cấp Hàng không                        | Công ty liên kết | Sản xuất sản phẩm nhựa                               | Việt Nam | 30,41%       |

Cuối tháng 6/2023, Chính phủ Việt Nam yêu cầu Ủy ban Quản lý vốn nhà nước tại doanh nghiệp xử lý phương án chuyển nhượng Công ty TNHH MTV Nhiên liệu Hàng không Việt Nam (SKYPEC) từ Vietnam Airlines về Tập đoàn Dầu khí Việt Nam.

## Hoạt động của Hãng

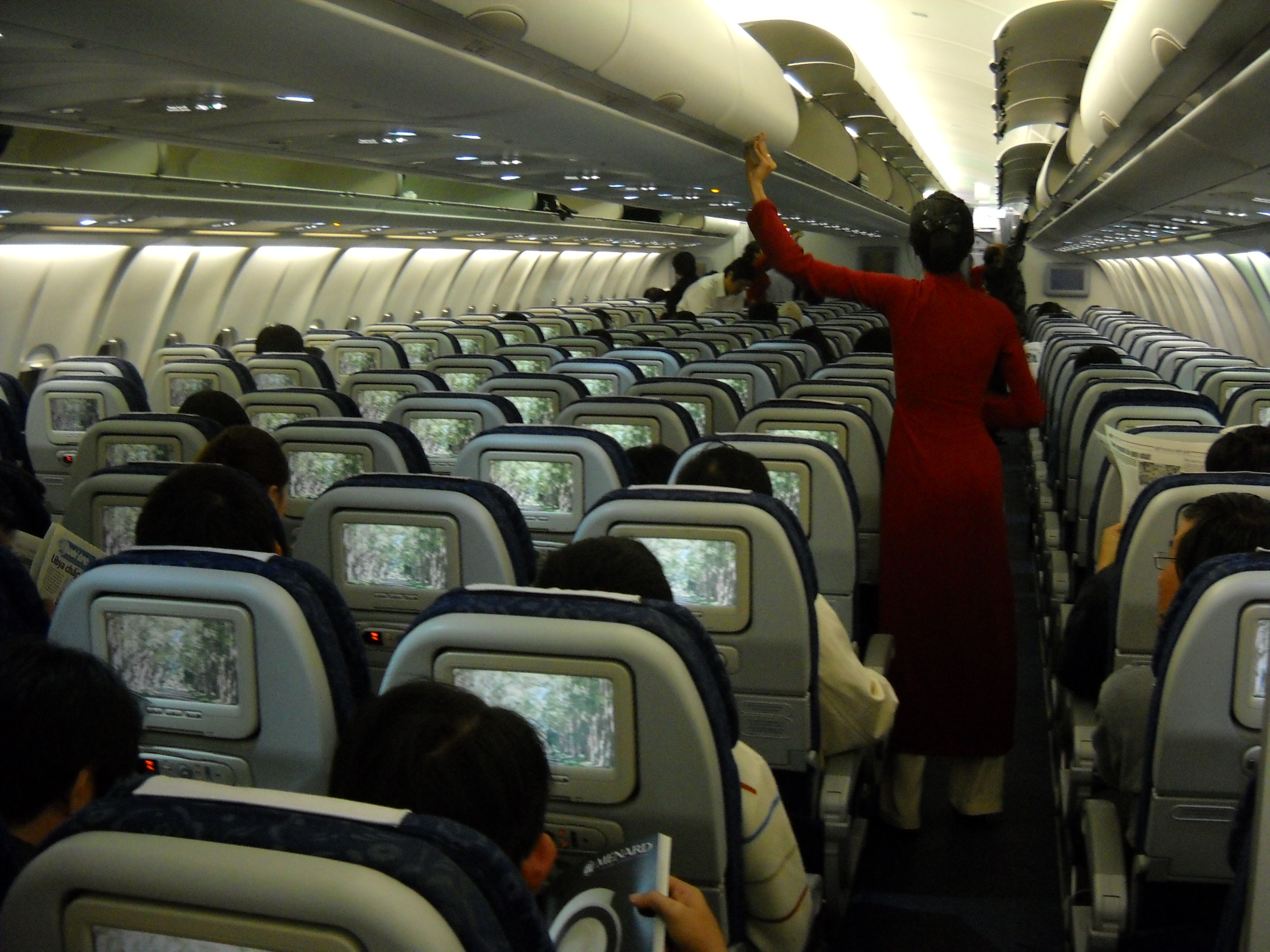
Bên trong chiếc A330-200 (đã ngừng hoạt động của VNA)

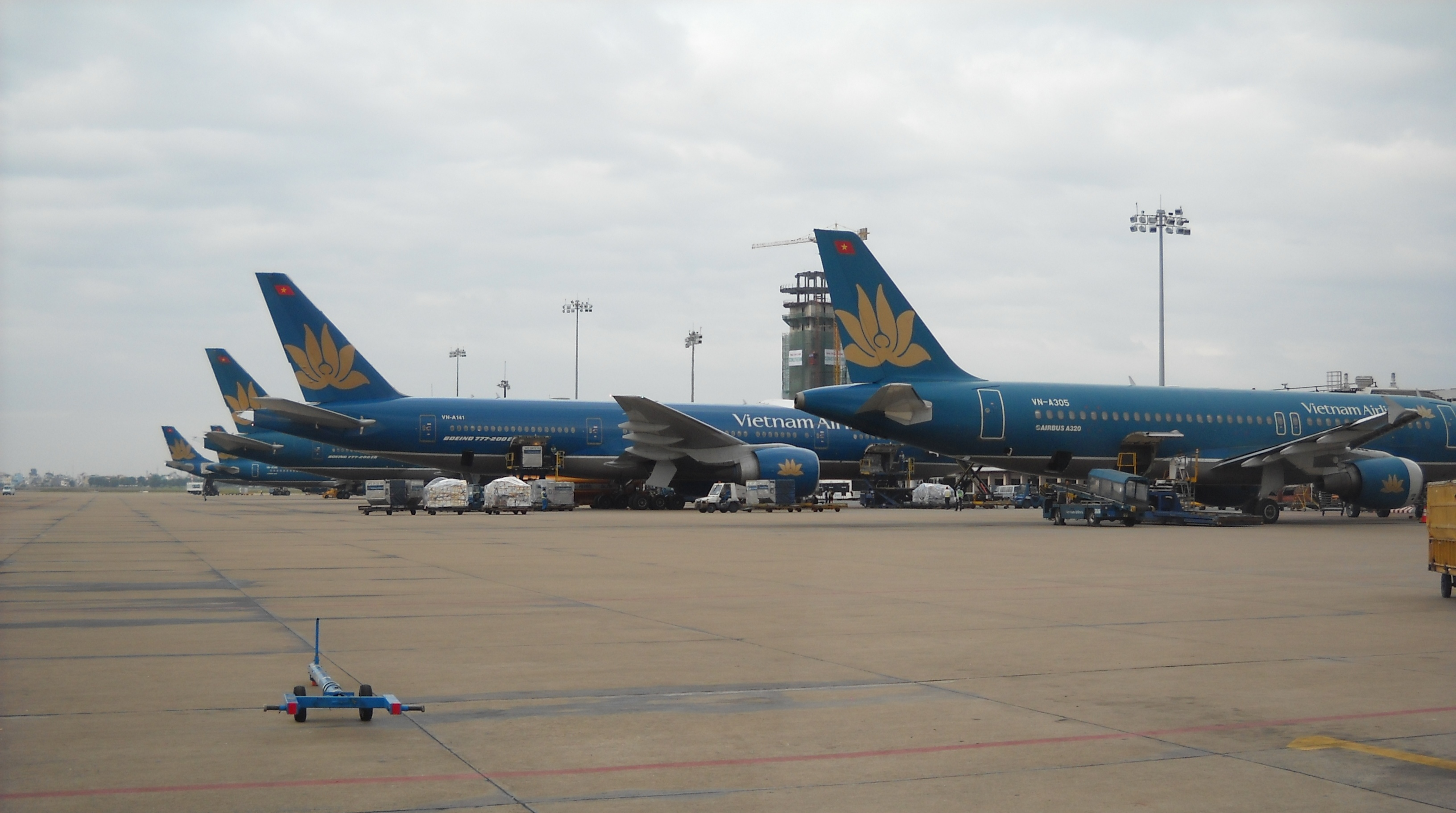
Dàn máy bay (cũ) của VNA tại sân bay Tân Sơn Nhất

Tòa nhà VN1 của Vietnam Airlines tại Hà Nội, Việt Nam

- Năm 2002, Vietnam Airlines ký biên bản với Airbus việc mua 25 chiếc Airbus A330[72]. Cùng với đó, hãng ký với Boeing mua thêm 20 máy bay Boeing 777-200ER giúp nâng cao hơn nữa chất lượng an toàn bay và đội máy bay của hãng. Cùng năm đó, ngày 28 tháng 10 năm 2002, hãng đã chuyển hoạt động của mình ở Moscow từ Sân bay quốc tế Sheremetyevo sang Sân bay Quốc tế Domodedovo.[73]
- Ngày 20 tháng 6 năm 2005, hãng đưa hoạt động của mình đến sân bay thứ hai của Đức, với hai chuyến một tuần nối Frankfurt với Hà Nội và Thành phố Hồ Chí Minh.. Giai đoạn 2004-2005, số lượng ghế đạt khoảng 70% khi khai thác các chuyến bay giữa hai nước[74][75].
- Năm 2006, sau khi được đạt được chứng chỉ uy tín về an toàn khai thác của Hiệp hội Vận tải Hàng không Quốc tế (IATA), Vietnam Airlines đã chính thức trở thành thành viên của Hiệp hội Vận tải Hàng không Quốc tế và khẳng định chất lượng dịch vụ mang tiêu chuẩn quốc tế của mình[76][77].
- Vào ngày 15 tháng 4 năm 2009, Vietnam Airlines ký văn bản thỏa thuận tham gia liên minh hàng không lớn thứ 2 thế giới - SkyTeam [78]. Với việc này, Vietnam Airlines sẽ là đối tác quan trọng của các thành viên trong SkyTeam trên toàn thế giới cũng như tại khu vực Đông Nam Á và hành khách sử dụng dịch vụ của Vietnam Airlines có thể đến hơn 950 điểm đến trên khắp thế giới và hành khách của hãng chỉ cần làm thủ tục 1 lần cũng như được thừa hưởng nhiều quyền lợi khác khi hãng gia nhập SkyTeam.
- Ngày 10 tháng 6 năm 2010, Vietnam Airlines chính thức gia nhập Liên minh hàng không Skyteam, buổi lễ được diễn ra tại thủ đô Hà Nội
- Cũng trong năm 2010, VNA ra mắt thẻ hội viên hạng Bạch kim của chương trình Bông Sen Vàng. Đây là hạng thẻ cao nhất trong 5 hạng (Đăng kí, Bạc, Titan, Vàng, Bạch Kim) dành cho hội viên chương trình Khách hàng thường xuyên mới được phát hành sau khi Vietnam Airlines chính thức gia nhập SkyTeam.
- Tháng 10-2011, Vietnam Airlines đã ký thỏa thuận mua 20 chiếc Boeing 787-9 Dreamliner và 14 chiếc Airbus A350-900 XWB sẽ được giao hàng bắt đầu từ năm 2015 [79].
- Tháng 12 năm 2011, Vietnam Airlines mở đường bay thẳng giữa Việt Nam và London bắt đầu từ ngày 08/12/2011 [80]

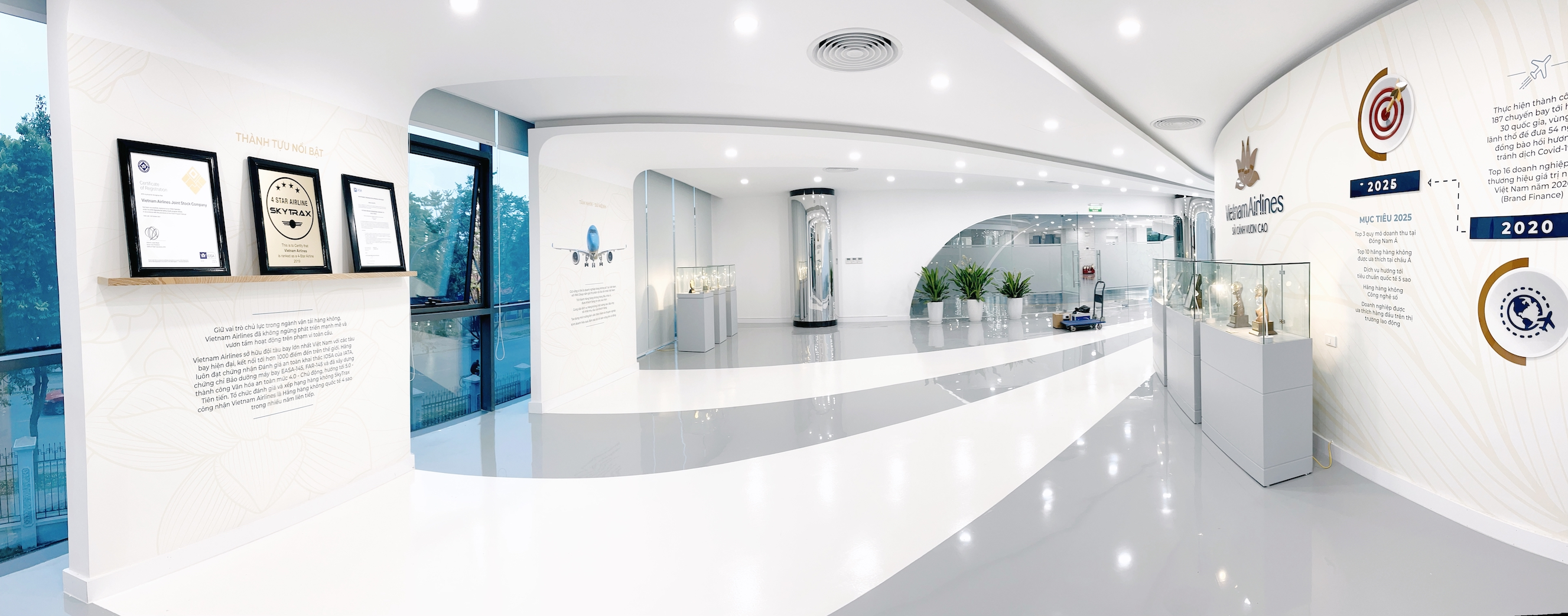
Phòng Khánh tiết trong Tòa nhà VN1 của Vietnam Airlines tại Hà Nội, Việt Nam

- Phòng Khánh tiết trong Tòa nhà VN1 của Vietnam Airlines tại Hà Nội, Việt NamNgày 30 tháng 6 năm 2015, Vietnam Airlines tiếp nhận chiếc Airbus A350-900XWB đầu tiên trong tổng số 14 chiếc đặt hàng từ Airbus[81] và trở thành hãng hàng không thứ hai trên thế giới sử dụng loại máy bay tiên tiến này sau Qatar Airways. Cùng với đó Vietnam Airlines cũng giới thiệu hệ thống nhận diện thương hiệu mới, thông báo nâng chất lượng dịch vụ lên 4 sao và ra mắt đồng phục mới dành cho tiếp viên của hãng.
- Ngày 02 tháng 7 năm 2015, VNA thay đổi nhận diện thương hiệu của hãng và thay đổi nhận diện chương trình KHTX
- Ngày 6 tháng 7 năm 2015, Vietnam Airlines tiếp nhận chiếc Boeing 787-9 Dreamliner dưới sự chứng kiến của Tổng bí thư Nguyễn Phú Trọng[82], VN-A861 khởi hành về Việt Nam vào ngày 1 tháng 8 năm 2015 (giờ Pacific), đến ngày 2 tháng 8 năm 2015 (giờ Việt Nam), máy bay đã về đến Việt Nam, chính thức gia nhập đội bay của Vietnam Airlines[83].
- Cuối tháng 7/2017, Vietnam Airlines chính thức chia tay đội bay Boeing 777-200ER sau 15 năm khai thác.
- Ngày 13/04/2018, Vietnam Airlines nhận chiếc máy bay Airbus A350-900 đầu tiên trên thế giới mang màu sơn biểu trưng của Liên minh hàng không toàn cầu Skyteam.Chiếc Boeing 787-10 đầu tiên của Vietnam Airlines.

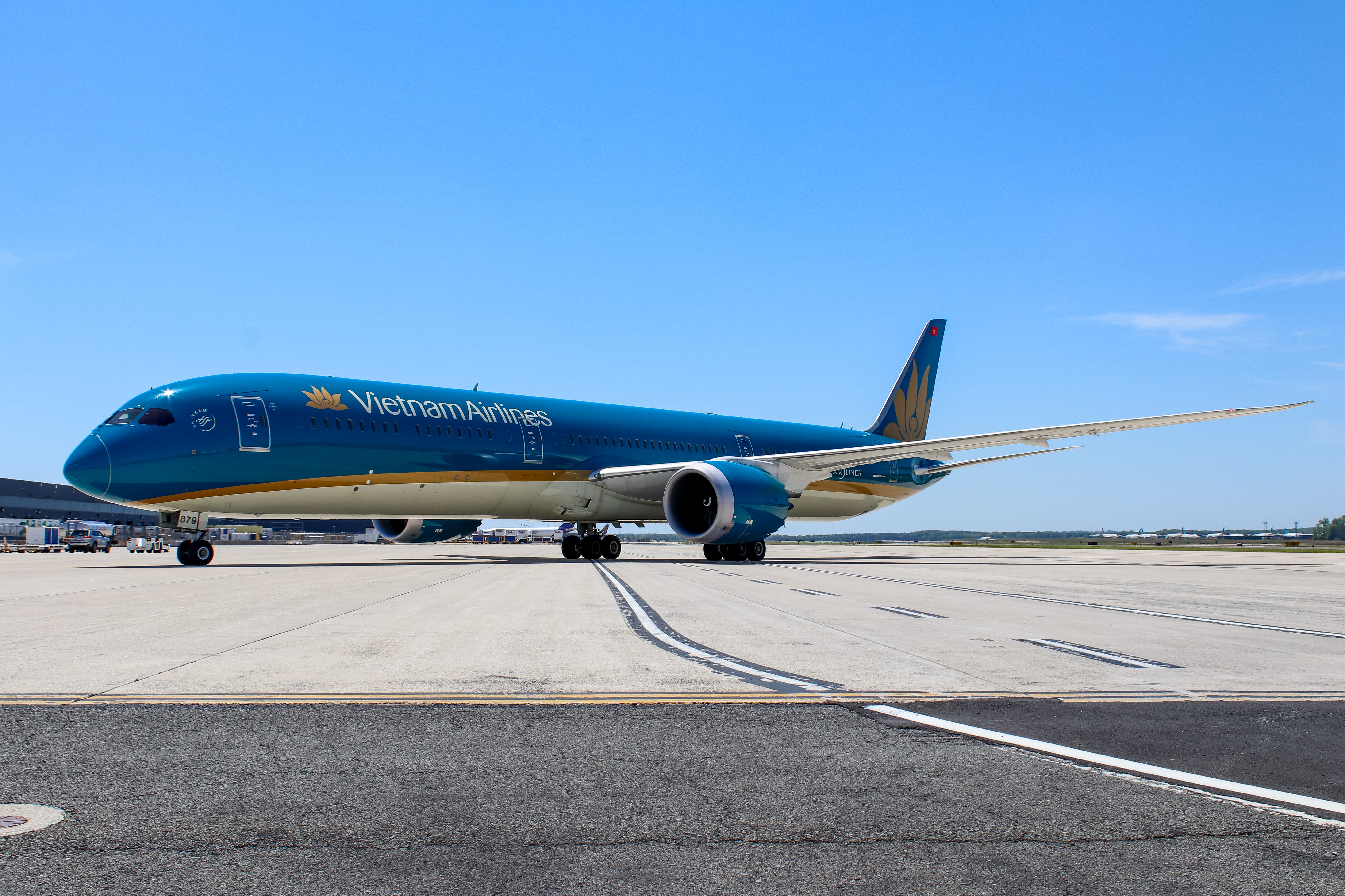
Chiếc Boeing 787-10 đầu tiên của Vietnam Airlines.

- Tối ngày 16/8/2019, Vietnam Airlines đón chiếc máy bay Boeing 787-10 Dreamliner đầu tiên trên tổng số 8 chiếc, sẽ được bàn giao đến cuối năm 2020.
- Cuối tháng 8, đầu tháng 9/2019, VNA đã chính thức ngừng khai thác đội máy bay Airbus A330-200 sau hơn 10 năm khai thác.
- Ngày 10/10/2019, Vietnam Airlines bắt đầu sử dụng hệ thống Wifi trên chuyến bay ở 5 chiếc máy bay A350
- Ngày 23/10/2019, Vietnam Airlines đón chiếc máy bay Boeing 787-10 thứ ba và cũng chính là chiếc bay thứ 100 khẳng định lịch sử phát triển ngành Hàng không Dân dụng của Việt Nam.

## Những thành tựu, giải thưởng đạt được
- 2016: "Hãng hàng không hàng đầu Châu Á về bản sắc văn hoá" và "Hãng hàng không có hạng Phổ thông hàng đầu Châu Á" bởi World Travel Awards.
- 2016: Top 3 Hãng hàng không tiến bộ nhất thế giới (SKYTRAX)
- 2016: Hãng hàng không có thiết kế ghế khoang Thương gia đẹp nhất trên Boeing 787-9 và Airbus A350-900" (Tạp chí Global Traveler Trung Quốc); Top 4 hãng hàng không khu vực Đông Nam Á có lưu lượng vận chuyển hành khách đạt trên 20 triệu lượt (CAPA)
- 2017: "Hãng hàng không của năm tại khu vực Châu Á – Thái Bình Dương" bởi CAPA- Center for Aviation.
- 2017: "Hãng hàng không hàng đầu thế giới về bản sắc văn hoá" và "Hãng hàng không hàng đầu thế giới về hạng Phổ thông đặc biệt" bởi World Travel Awards 2017.
- 2018: Nằm trong top những Hãng hàng không lớn được yêu thích nhất châu Á năm 2018 (Traveler' Choice Major Airlines – Asia 2018) do Tripadvisor bình chọn.
- 2018: Skytrax công nhận Vietnam Airlines là Hãng hàng không 4 sao năm thứ 3 liên tiếp
- 2018: Hãng hàng không 4 sao toàn cầu do tổ chức APEX (The Airline Passenger Experience Association) trao tặng.
- 2021: Hãng hàng không đạt chứng chỉ 5 sao của Skytrax về độ an toàn giữa đại dịch Covid-19.
- 2023: Hãng hàng không MICE hàng đầu thế giới do World Travel Award trao tặng.

## Liên doanh
Vietnam Airlines đã thoả thuận liên doanh với các hãng hàng không sau:
- Đối tác trong liên minh SkyTeam
  -  Aeroflot[87]
  -  Air France
  -  Bangkok Airways[88]
  -  Czech Airlines
  -  ITA Airways[89]
  -  Korean Air
  -  KLM Royal Dutch Airlines
  -  Delta Air Lines
  -  Air Europa
  -  Kenya Airways
  -  China Airlines
  -  China Eastern Airlines
  -  Garuda Indonesia[90]
  -  Virgin Atlantic[91]
  -  TAROM
  -  Saudia
  -  XiamenAir
  -  Middle East Airlines
  -  Scandinavian Airlines
- Các đối tác khác:
  -  ANA - All Nippon Airways

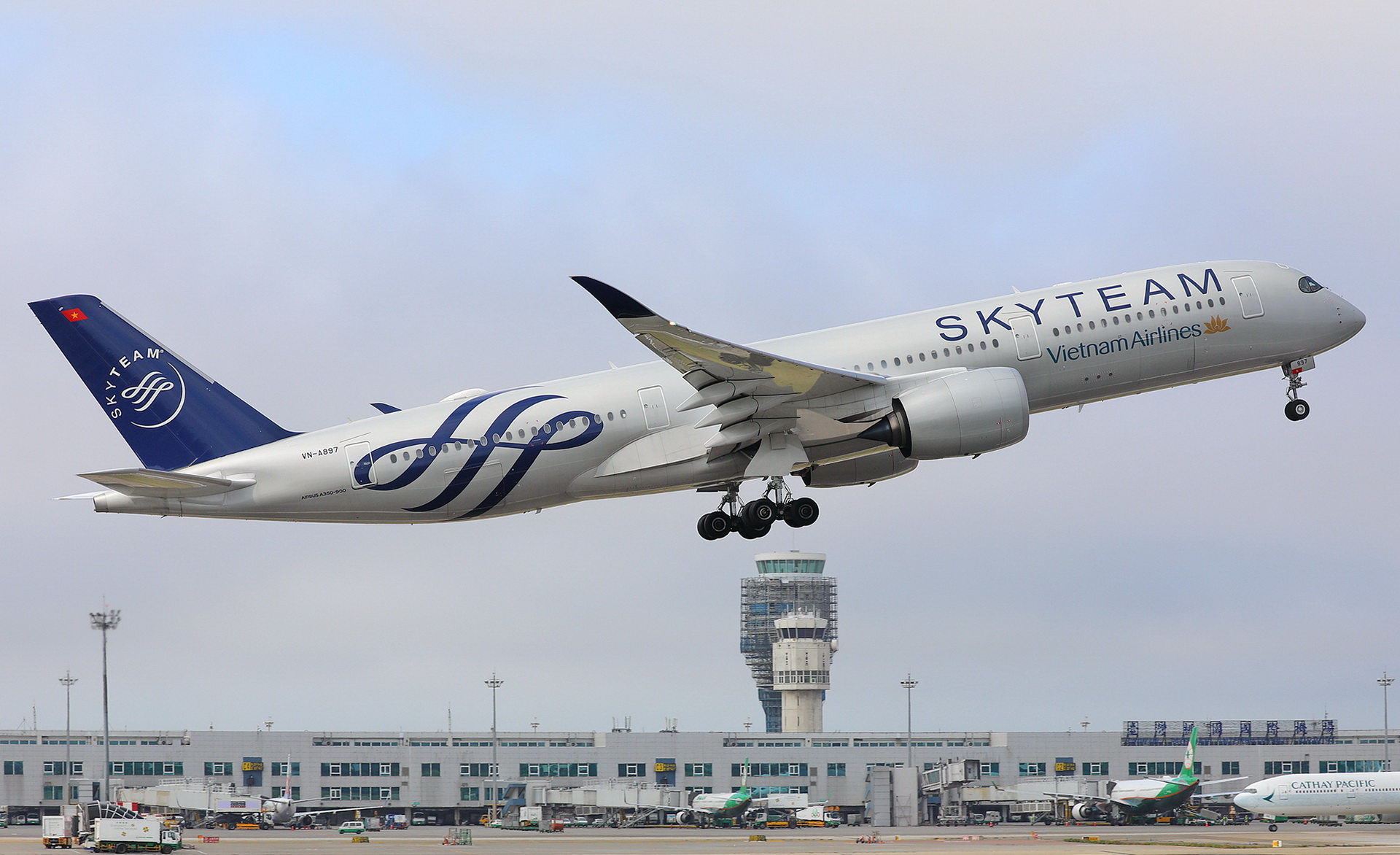
VNA hiện đang liên danh và có các mối quan hệ hợp tác với các thành viên trong liên minh SkyTeam

  -  Cathay Pacific[92]
  -  Qantas Airways
  -  Philippine Airlines
  -  Finnair
  -  Lao Airlines
  -  Cambodia Angkor Air
  -  Etihad Airways
  -  Pacific Airlines
  -  China Southern Airlines[93]
  -  El Al[94]
  -  Turkish Airlines[95]
  -  SNCF (đường sắt)
  -  VASCO

## Đội bay

### Đội bay hiện nay

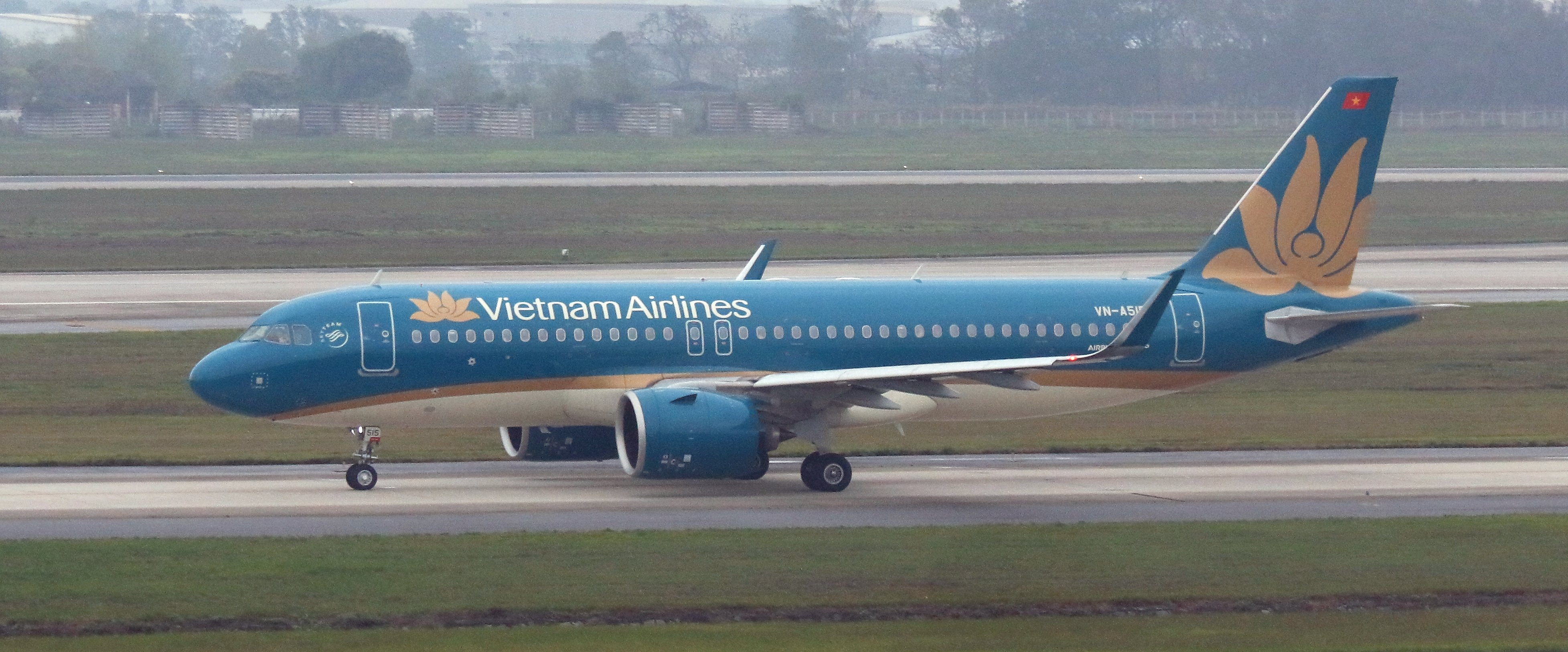
Airbus A320neo
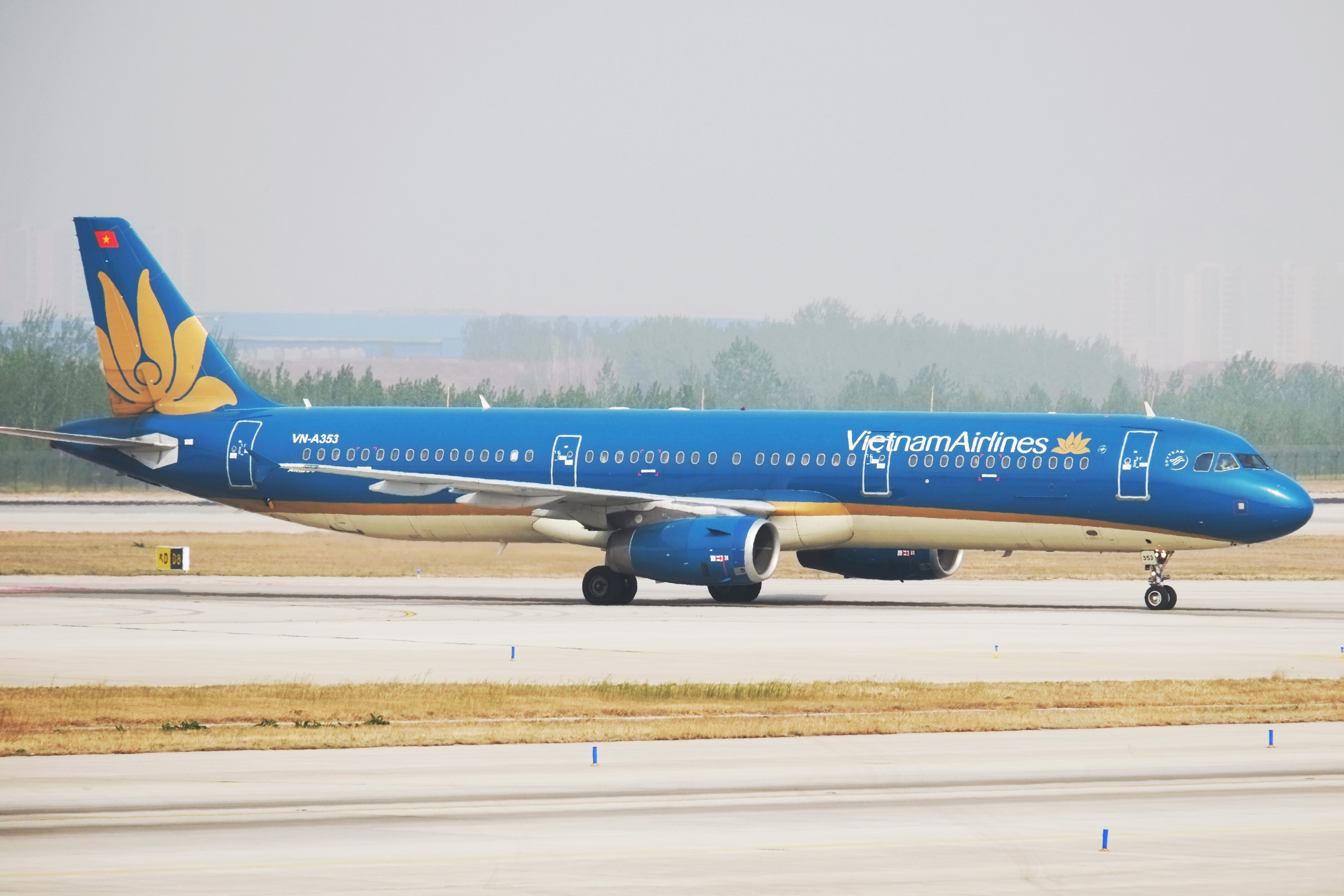
Airbus A321
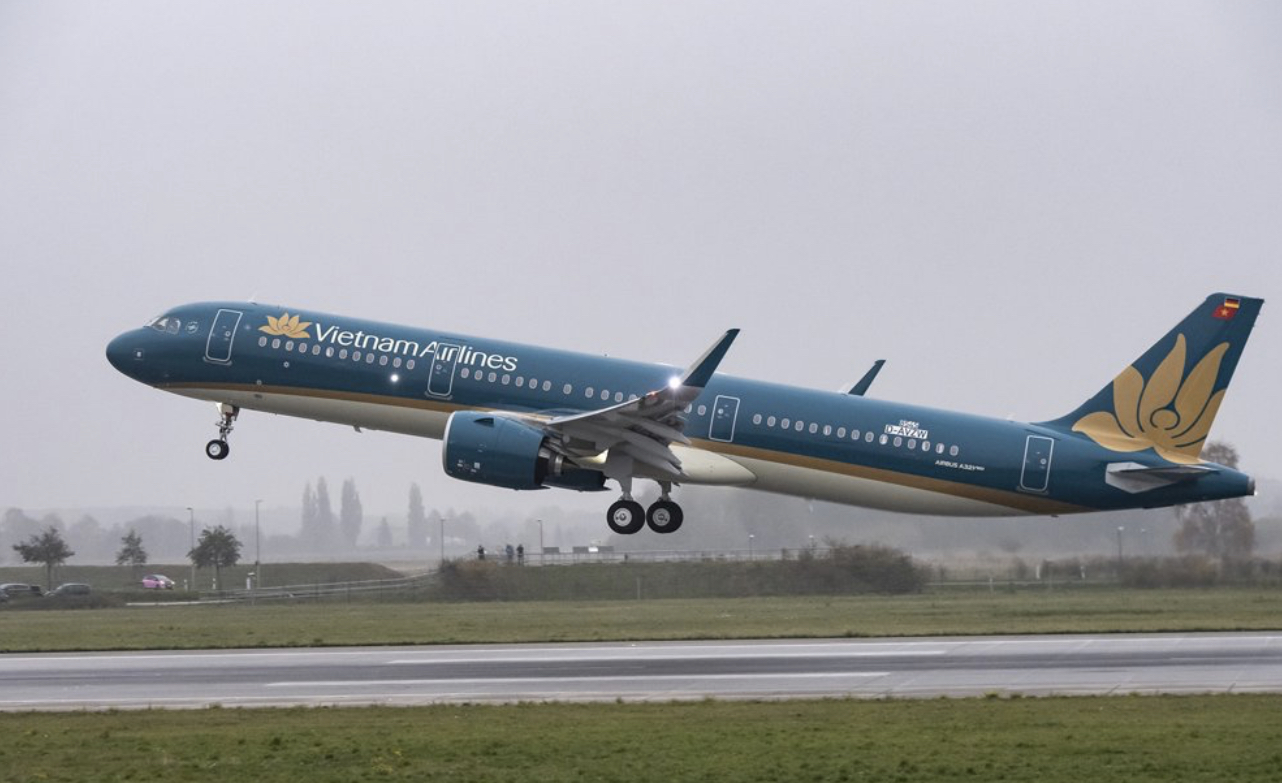
Airbus A321neo
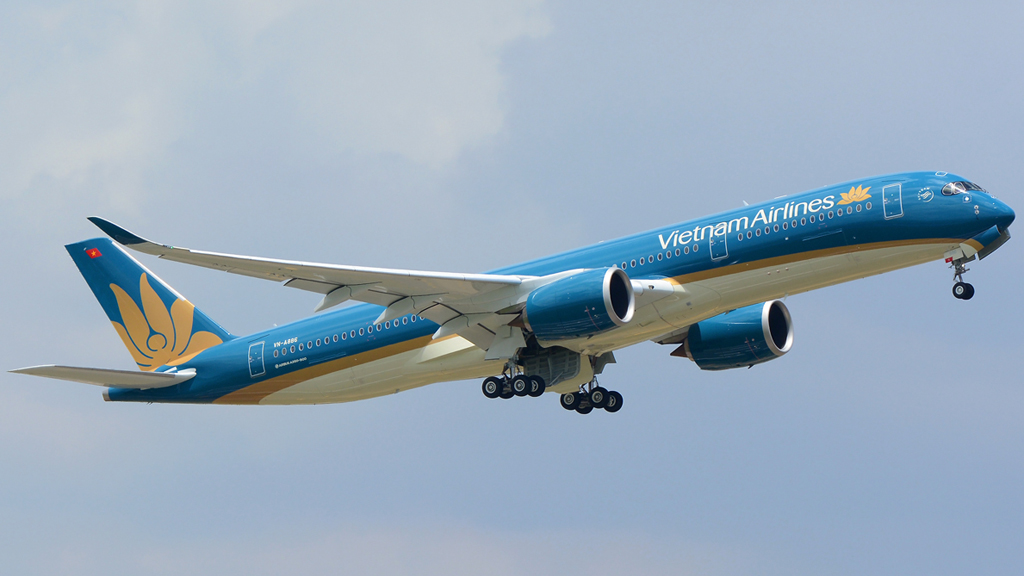
Airbus A350-900 XWB
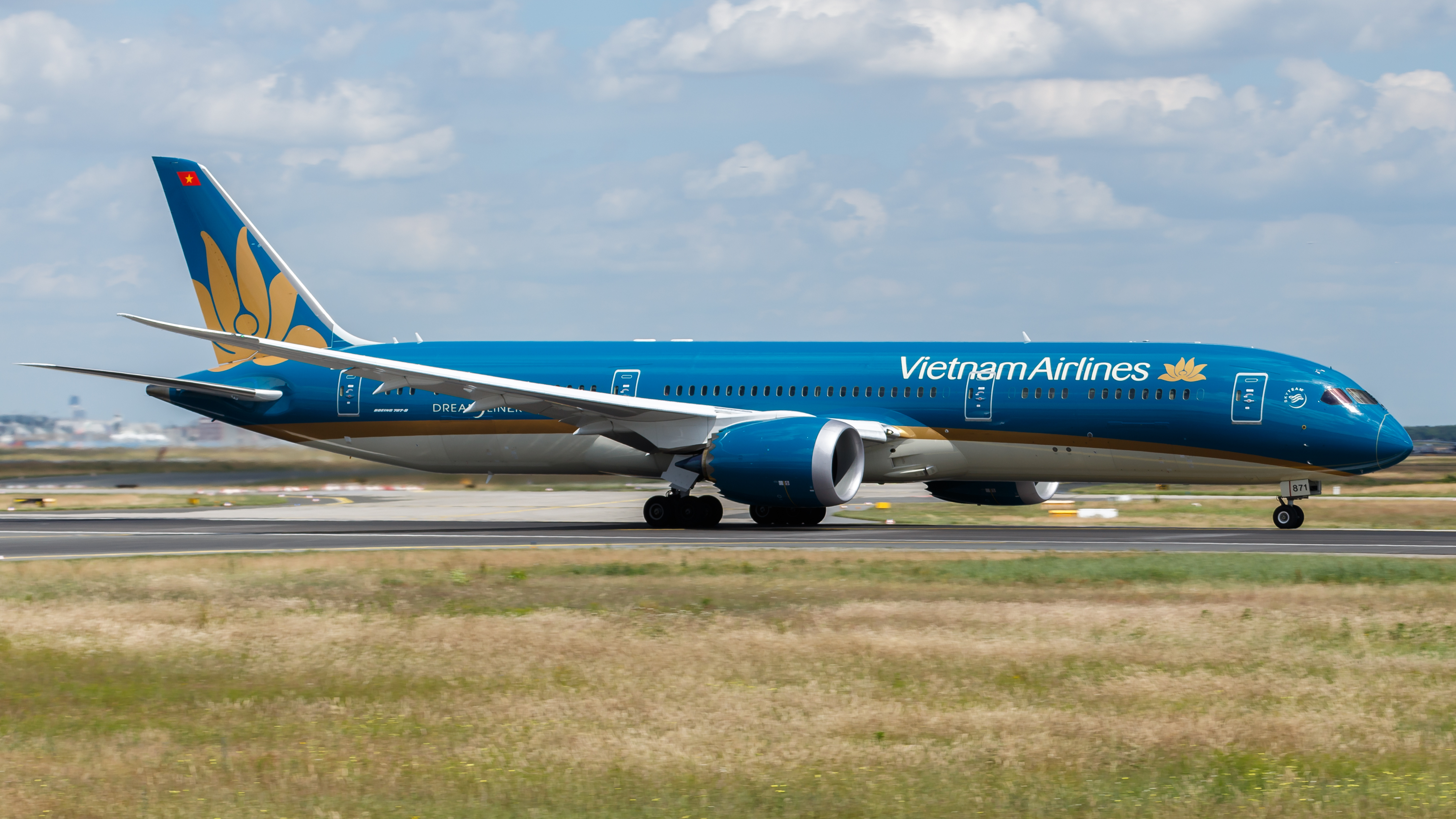
Boeing 787-9 Dreamliner
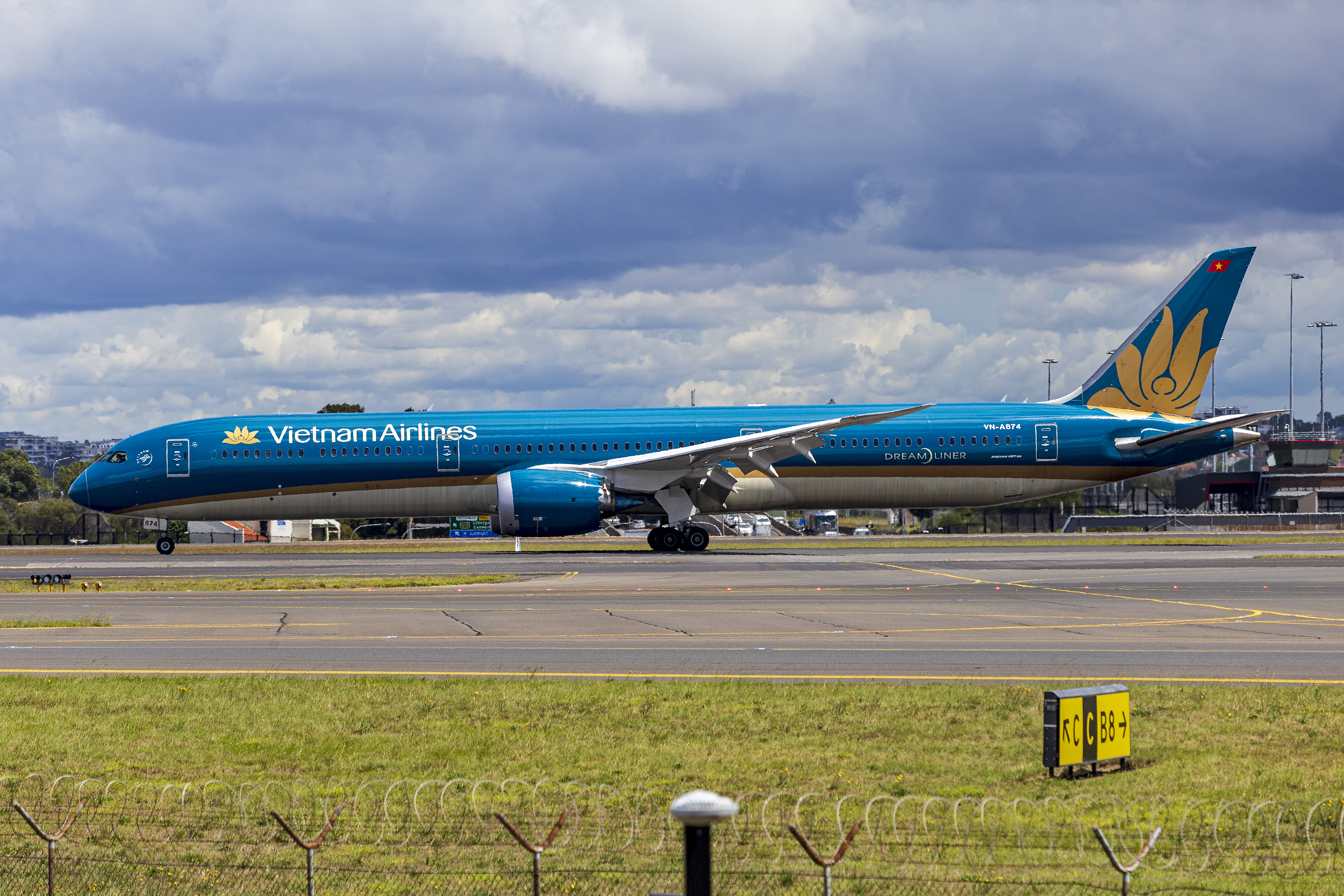
Boeing 787-10 Dreamliner

Tính đến tháng 4 năm 2025, Vietnam Airlines có tổng cộng 96 máy bay với độ tuổi trung bình là 9.5 năm. Ngoài dịch vụ vận chuyển hành khách, hãng còn điều hành một bộ phận vận tải bằng đường hàng không, vận chuyển hàng hóa trong khu vực châu Á, châu Âu, Bắc Mỹ và châu Đại Dương, dùng chính những máy bay hành khách của mình và của các đối tác.
Trong thời gian gần đây, Boeing và Vietnam Airlines đang thực hiện bàn giao thêm 8 chiếc Boeing 787-10 Dreamliner để tiếp tục phục vụ những tuyến dài trong tương lai như Mỹ, Ý, Phần Lan, Ai Cập, Qatar, New Zealand,... Trong ngày 16/11/2018, tại Hamburg, Đức, hãng đã có chiếc Airbus A321neo đầu tiên, mang số đăng bạ VN-A617. Chiếc A321neo sử dụng nhiên liệu tự nhiên RG và sẽ hoạt động trong vài ngày sau. Dự kiến, A321neo sẽ trở thành đội bay mới nhất của Vietnam Airlines. Và sẽ đặt thêm 20 chiếc thêm trong các phần bay đường châu Á.
| Máy bay                  | Đang hoạt động | Đặt hàng | C  | W  | Y   | Tổng | AVOD                                | Ghi chú                                                                                         |
| ------------------------ | -------------- | -------- | -- | -- | --- | ---- | ----------------------------------- | ----------------------------------------------------------------------------------------------- |
| Airbus A320neo           | 3              | 2        | —  | —  | 186 | 186  | Hệ thống giải trí không dây (W-IFE) | Hạng Thương Gia sử dụng ghế của hạng Phổ Thông                                                  |
| Airbus A321ceo           | 42             | —        | 16 | —  | 162 | 178  | Hệ thống giải trí không dây (W-IFE) | VN-A327 mang màu sơn SkyTeam VN-A356 mang màu sơn Cambodia Angkor Air                           |
| Airbus A321ceo           | 42             | —        | 16 | —  | 168 | 184  | Hệ thống giải trí không dây (W-IFE) | VN-A327 mang màu sơn SkyTeam VN-A356 mang màu sơn Cambodia Angkor Air                           |
| Airbus A321ceo           | 42             | —        | 8  | —  | 195 | 203  | Hệ thống giải trí không dây (W-IFE) | VN-A327 mang màu sơn SkyTeam VN-A356 mang màu sơn Cambodia Angkor Air                           |
| Airbus A321neo           | 20             | —        | 8  | —  | 195 | 203  | Hệ thống giải trí không dây (W-IFE) |                                                                                                 |
| Airbus A350-900 XWB      | 14             | —        | 29 | 45 | 231 | 305  | Green tick                          | VN-A897 mang màu sơn SkyTeam                                                                    |
| Airbus A350-900 XWB      | 14             | —        | 29 | 36 | 240 | 305  | Green tick                          | VN-A897 mang màu sơn SkyTeam                                                                    |
| Boeing 787-9 Dreamliner  | 11             | —        | 28 | —  | 283 | 311  | Green tick                          | VN-A868 mang sticker "Chim Lạc" VN-A871 mang sticker "Báo Nhân Dân - 100 năm báo chí cách mạng" |
| Boeing 787-9 Dreamliner  | 11             | —        | 28 | 35 | 211 | 274  | Green tick                          | VN-A868 mang sticker "Chim Lạc" VN-A871 mang sticker "Báo Nhân Dân - 100 năm báo chí cách mạng" |
| Boeing 787-10 Dreamliner | 6              | 2        | 24 | —  | 343 | 367  | Green tick                          | VN-A873 mang sticker "100th Aircraft", là chiếc máy bay thứ 100 trong đội bay.                  |
| Tổng cộng                | 96             | 4        |    |    |     |      |                                     |                                                                                                 |

### Các máy bay trước đây

Di chuột lên từng ảnh để xem chi tiết
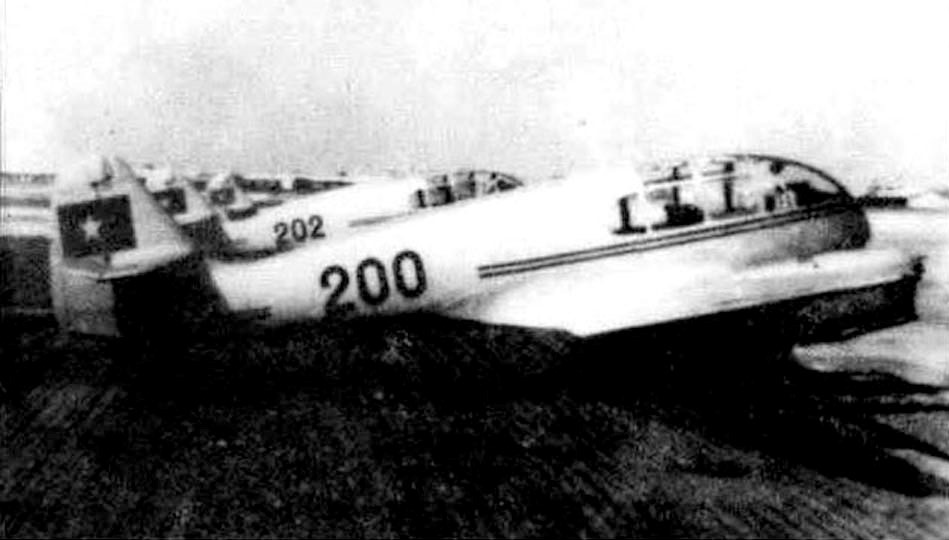
Aero Ae-45
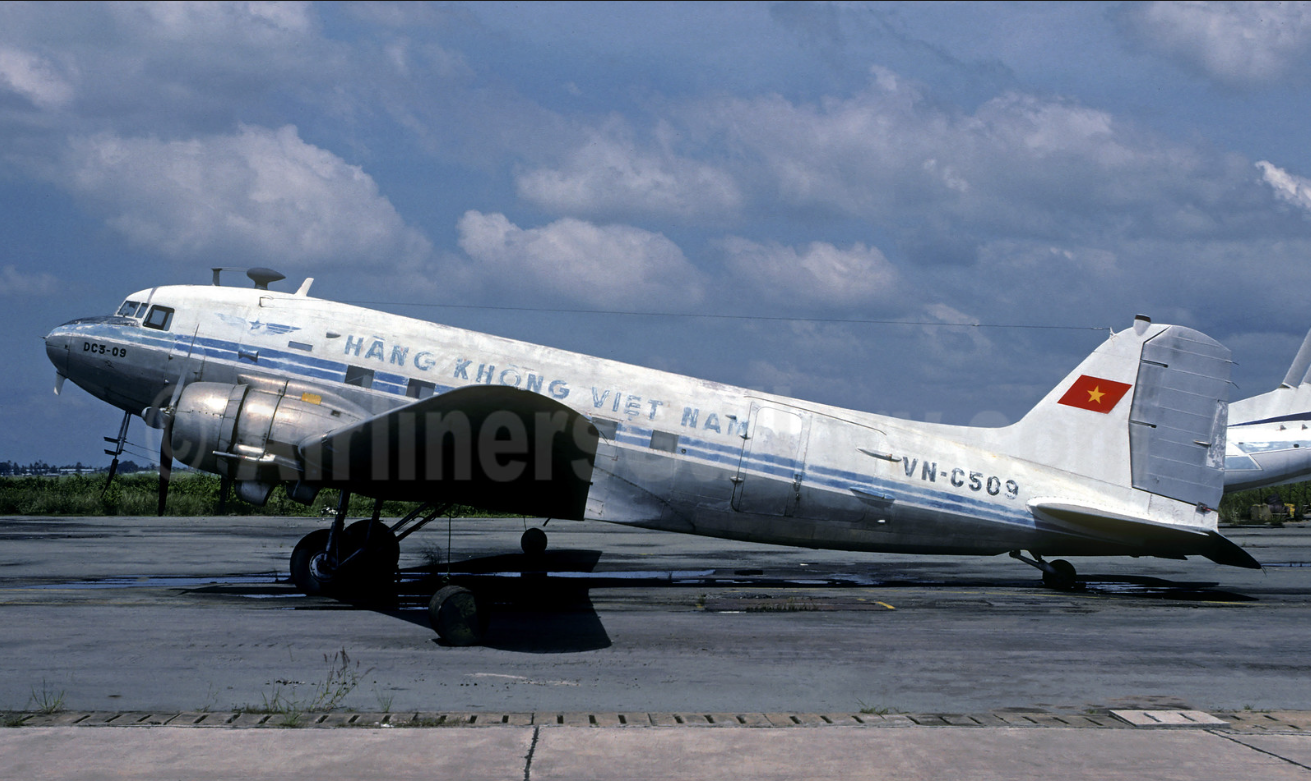
Douglas DC-3
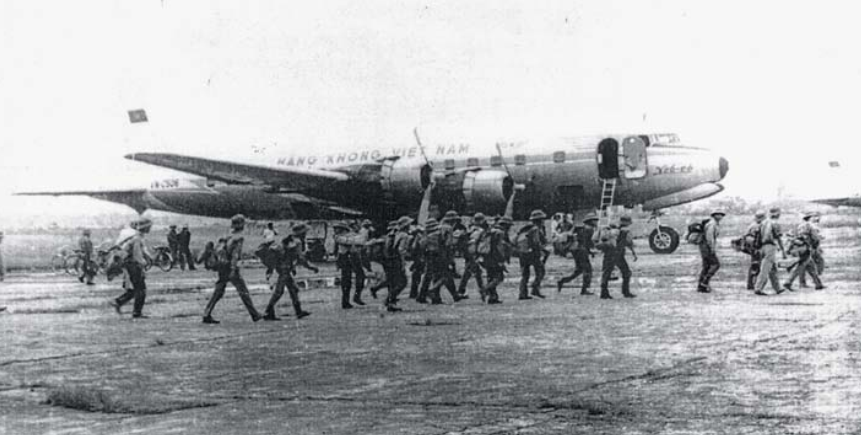
Douglas DC-6
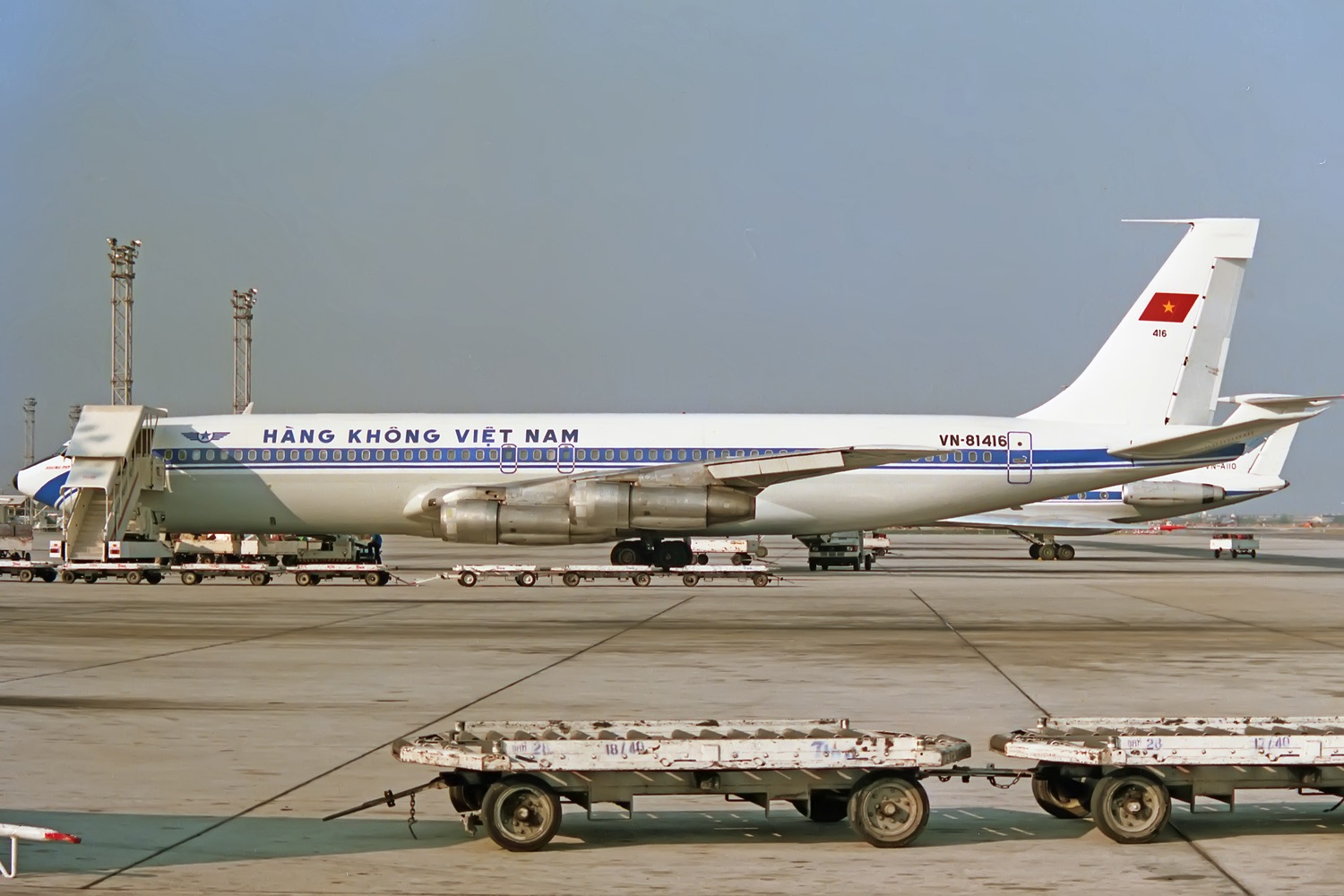
Boeing 707
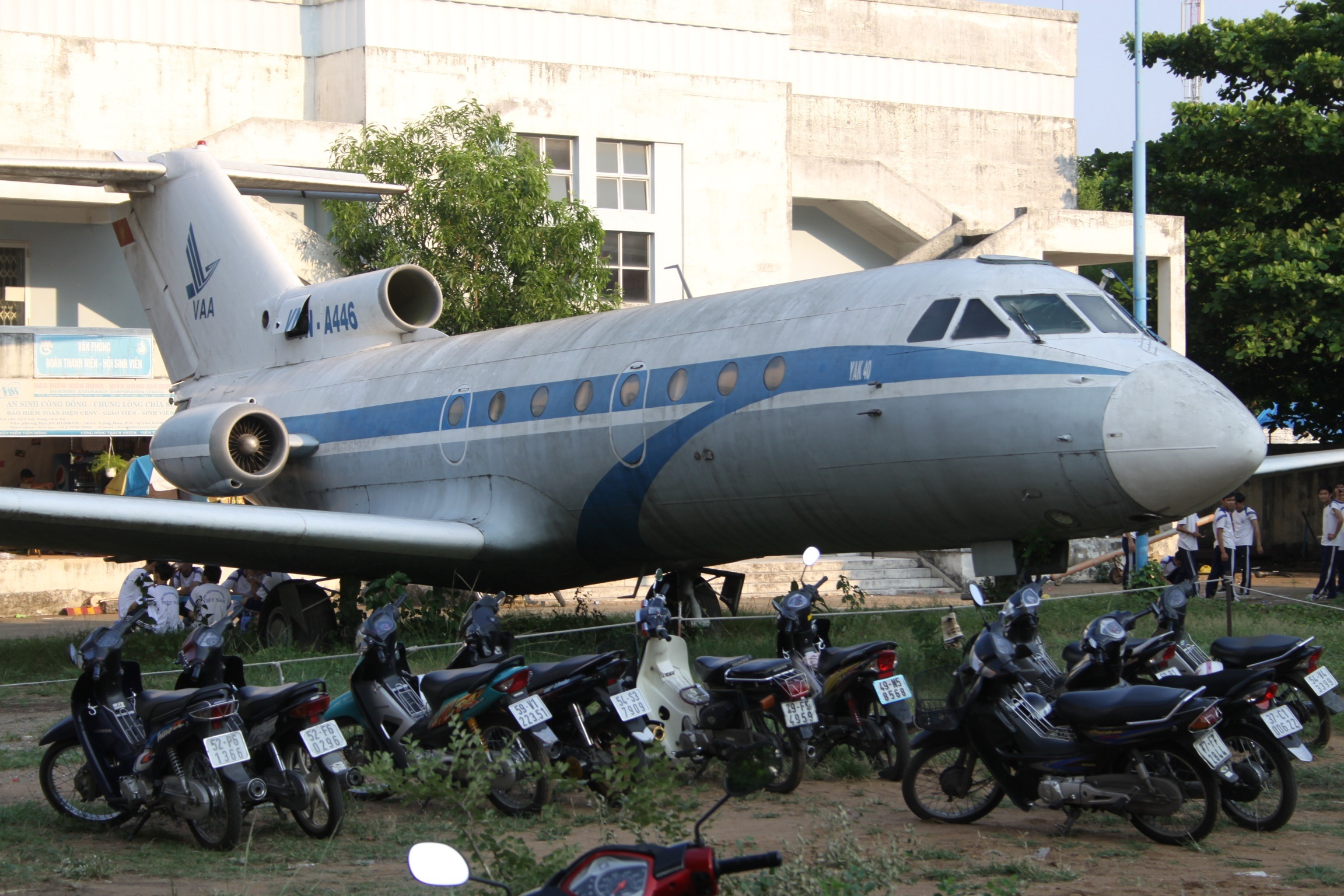
Yak-40
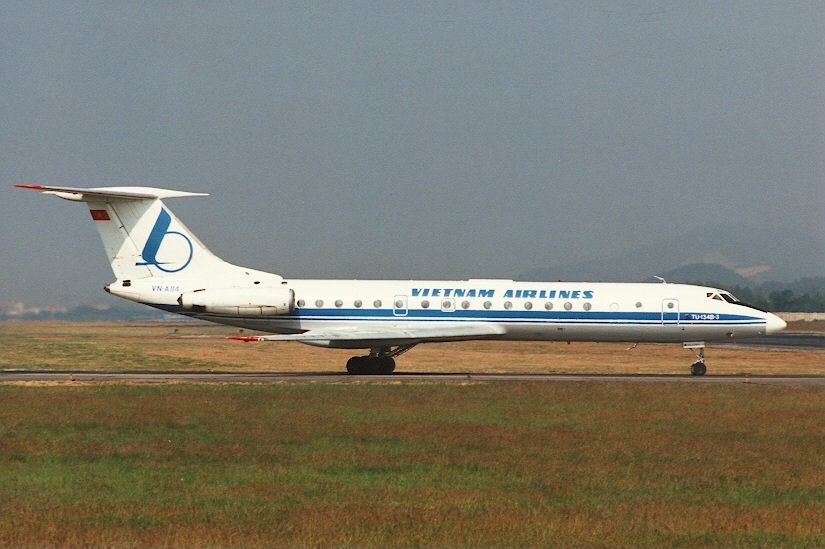
Tupolev Tu-134B1
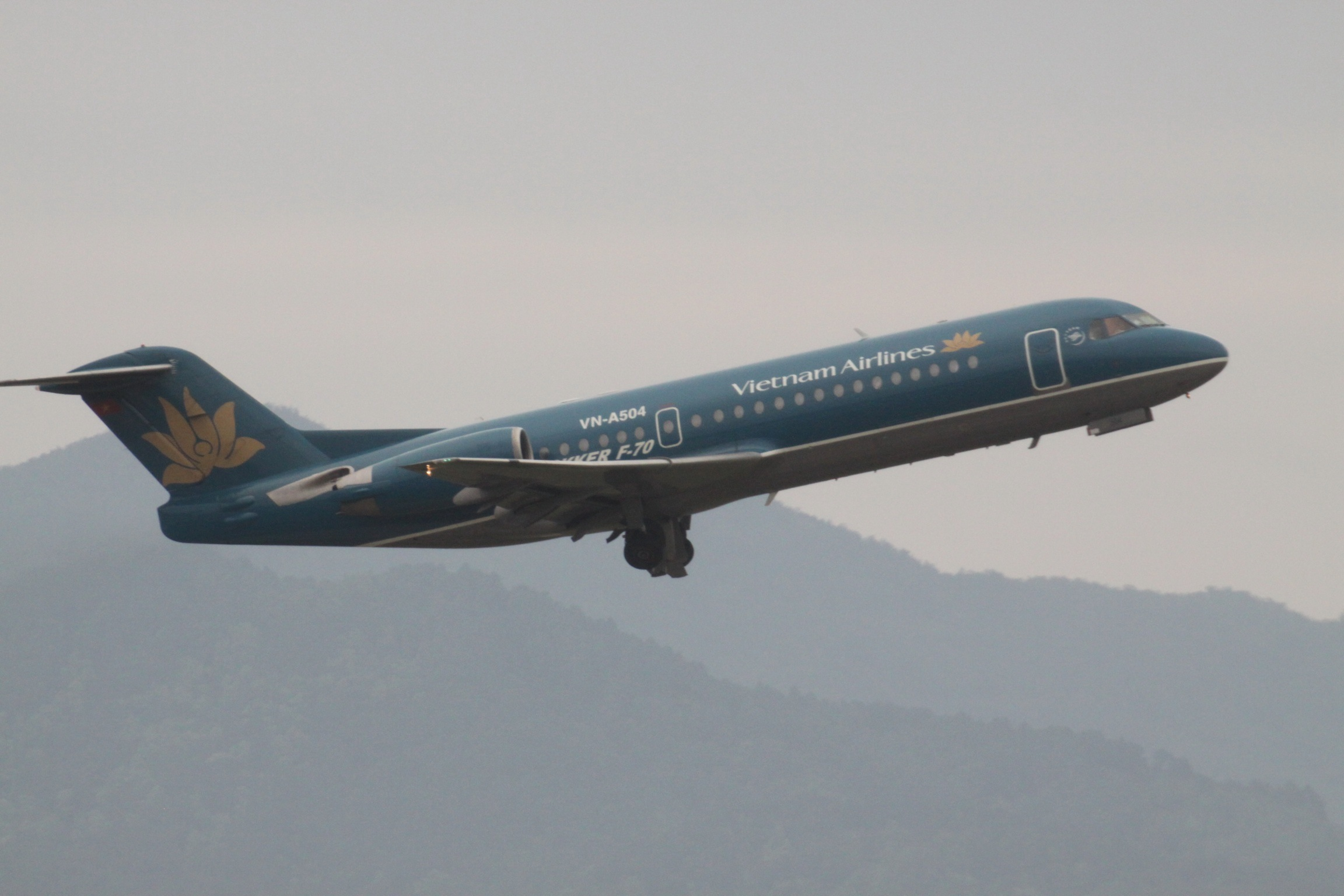
Fokker 70
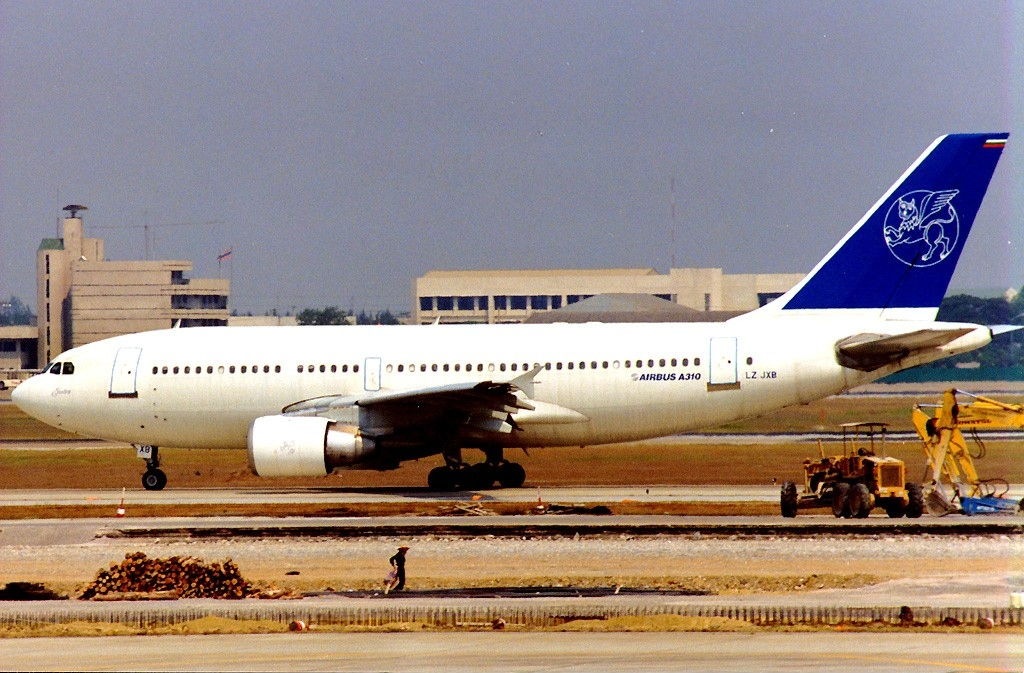
Airbus A310-200 (thuê từ Jes Air không có logo Vietnam Airlines)
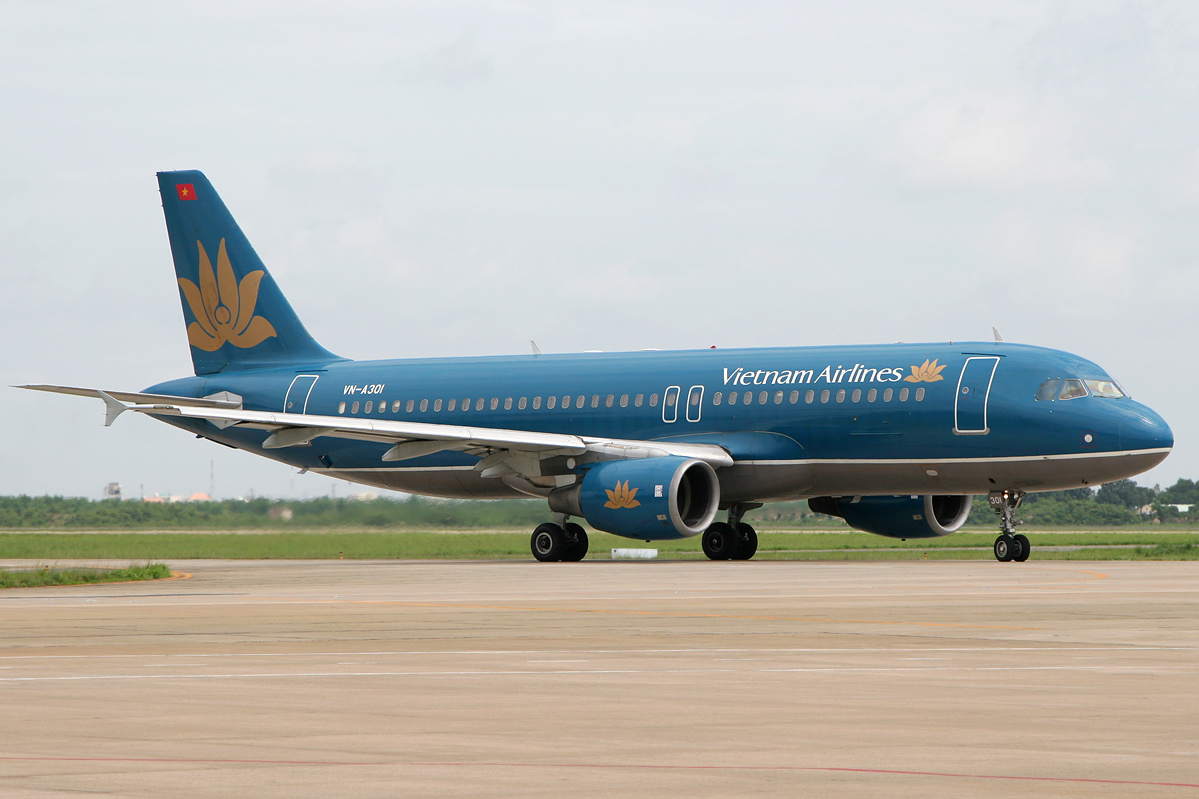
Airbus A320-200
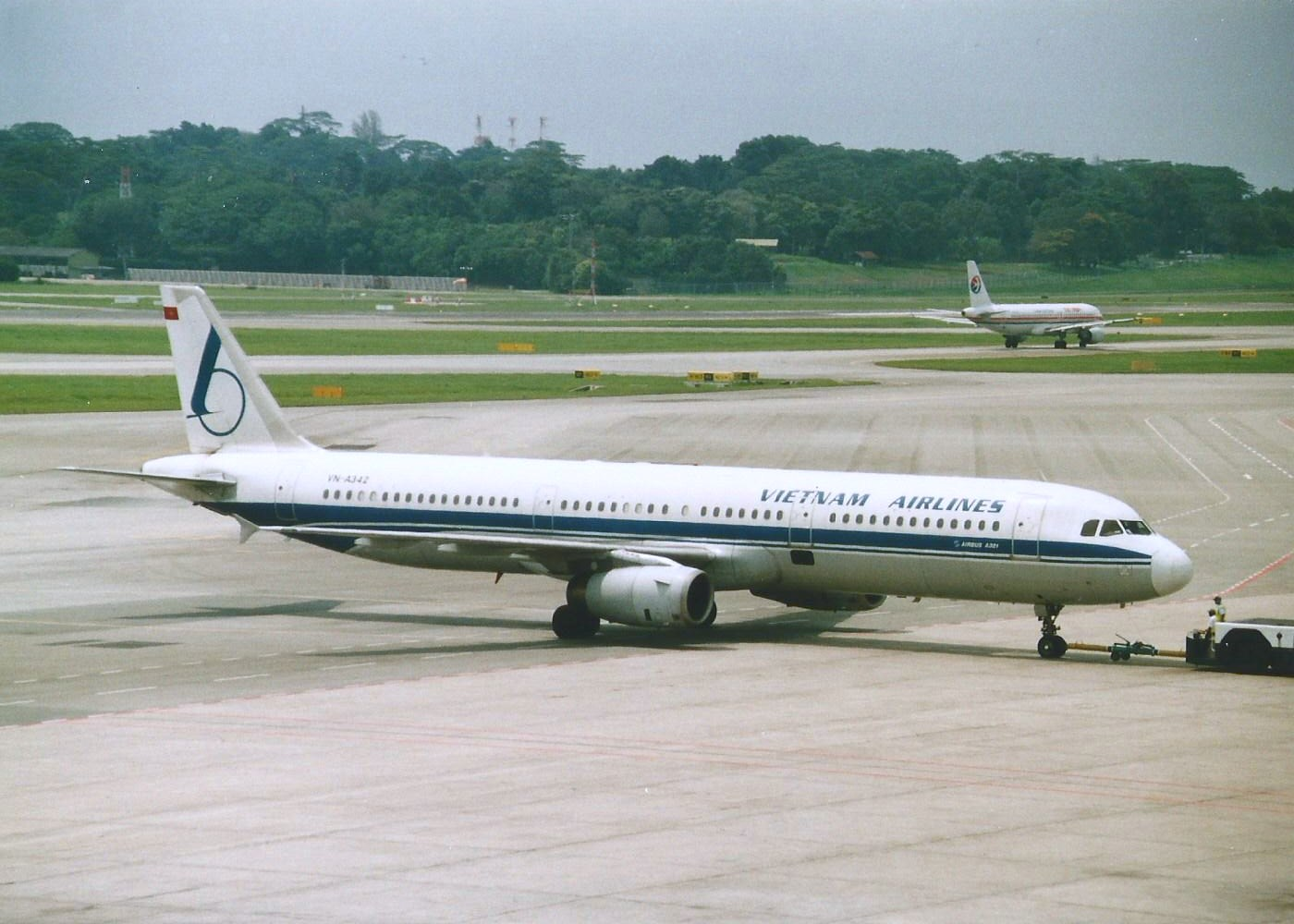
Airbus A321-100
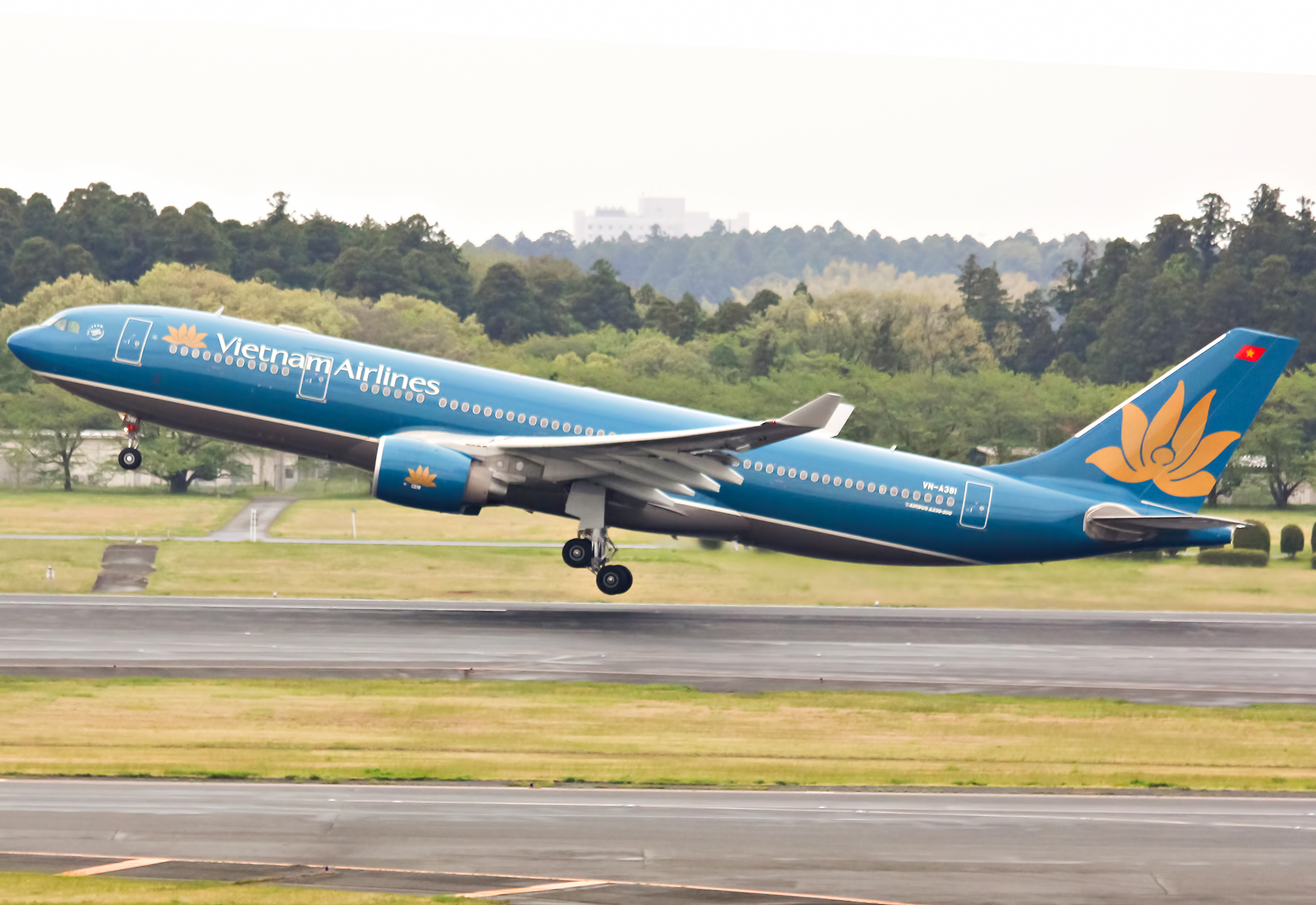
Airbus A330-200
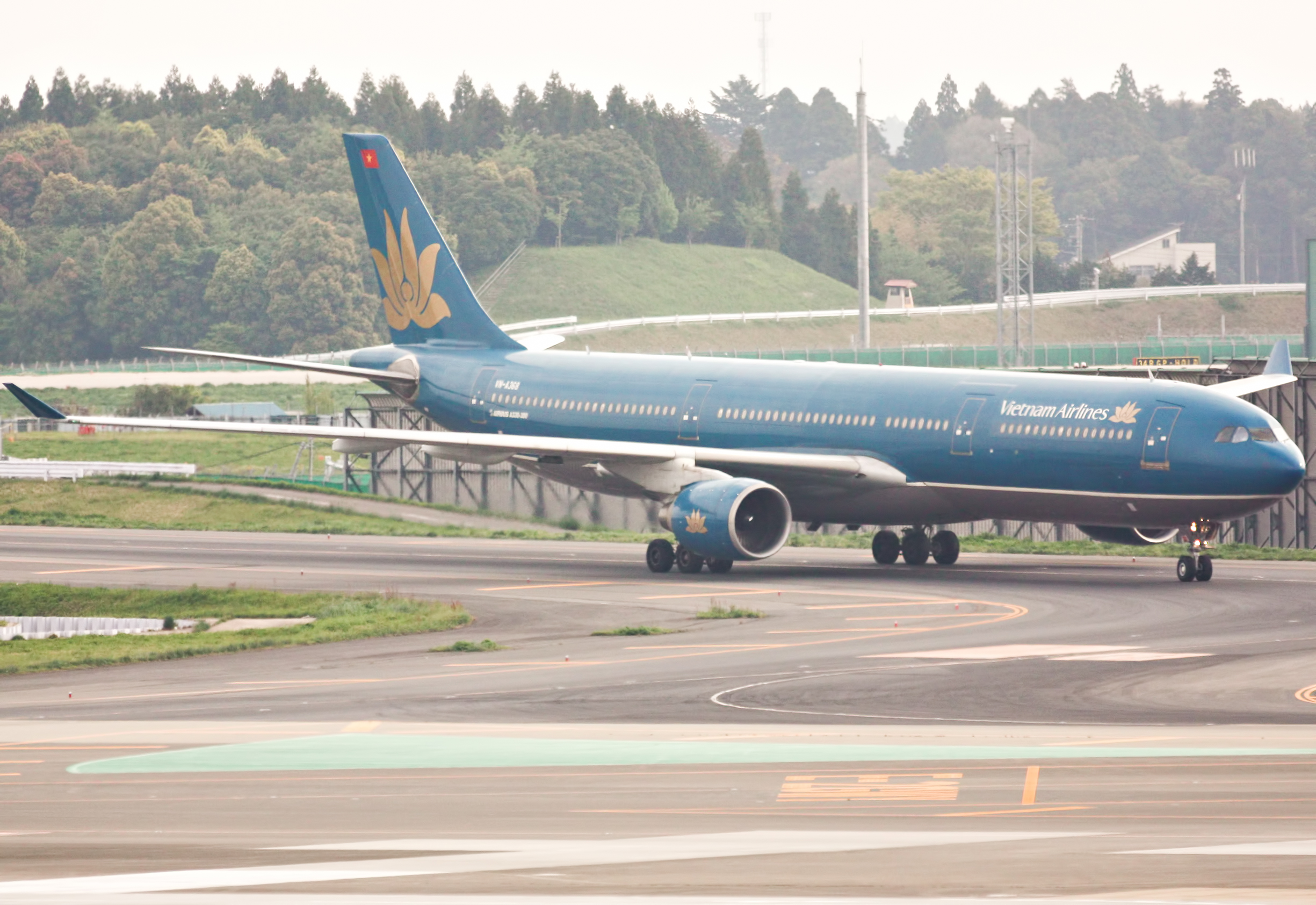
Airbus A330-300
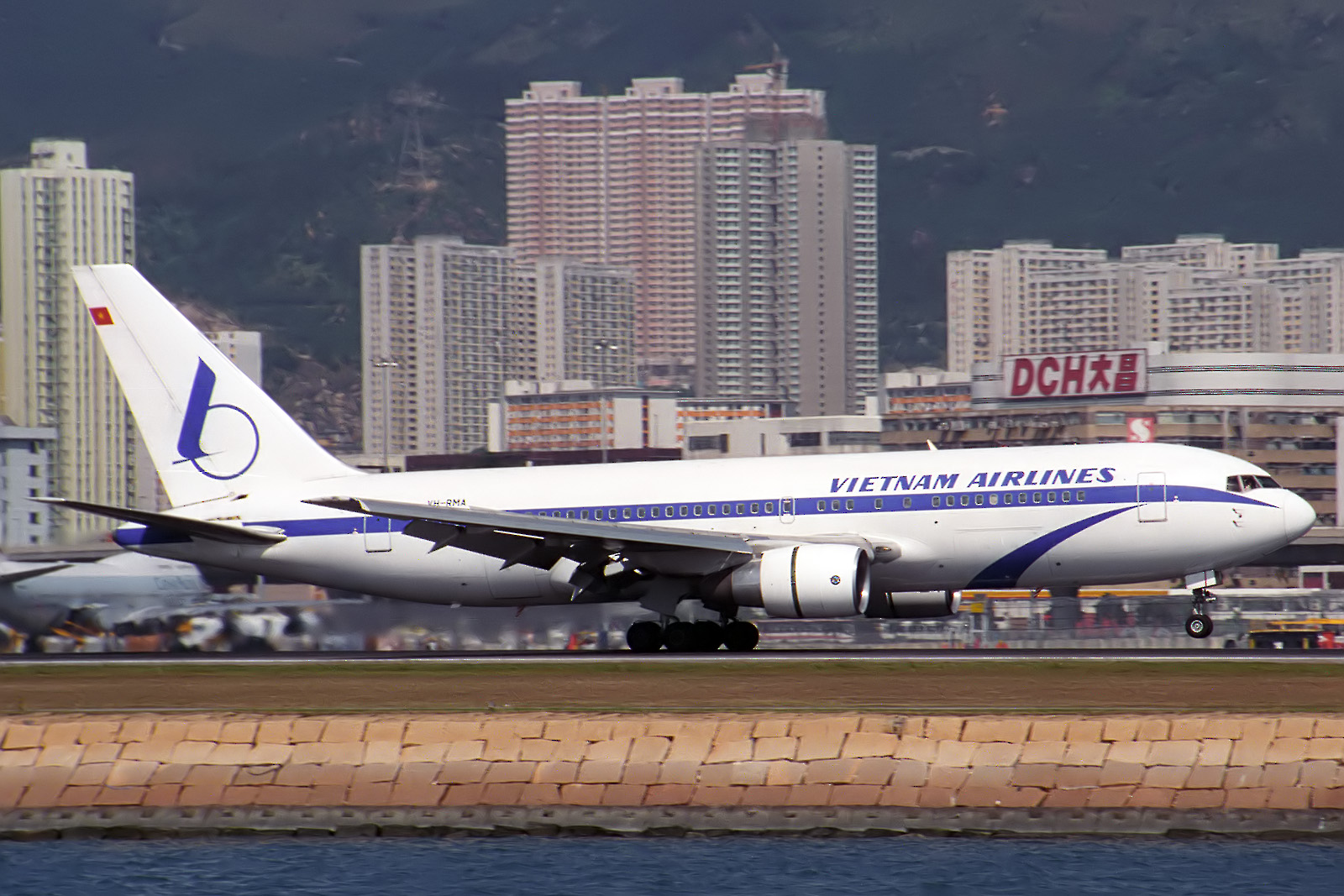
Boeing 767-200ER
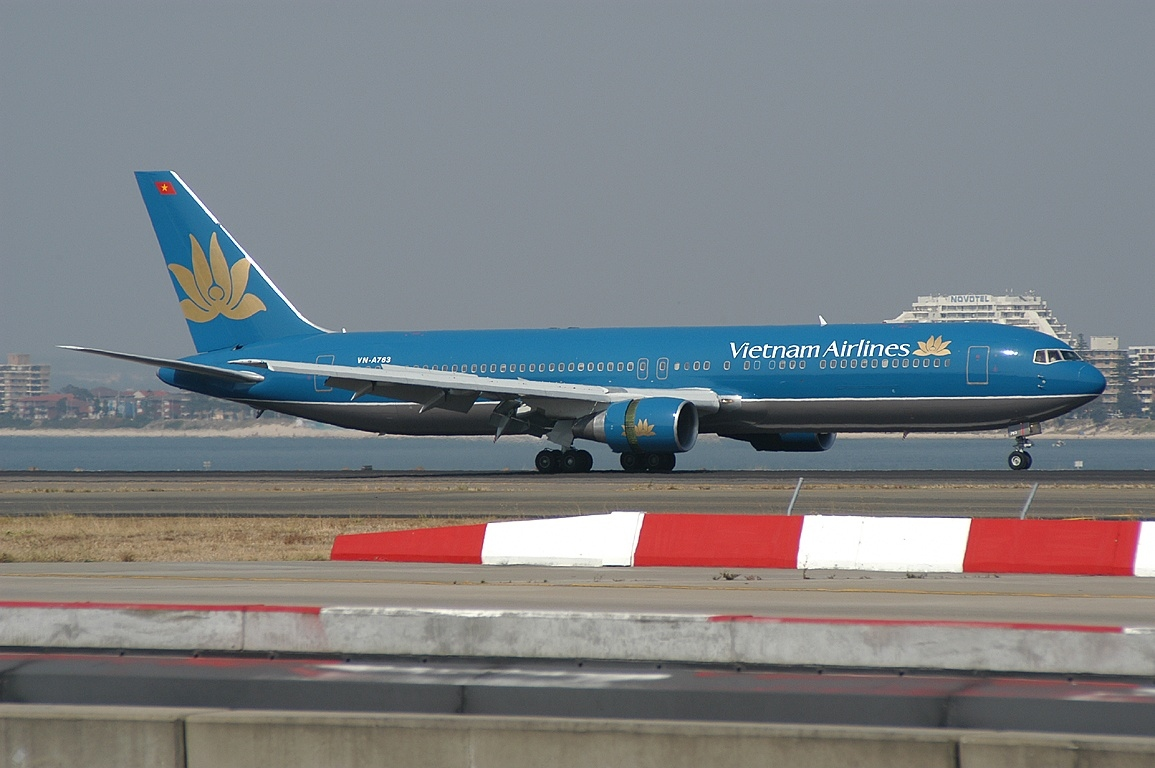
Boeing 767-300ER
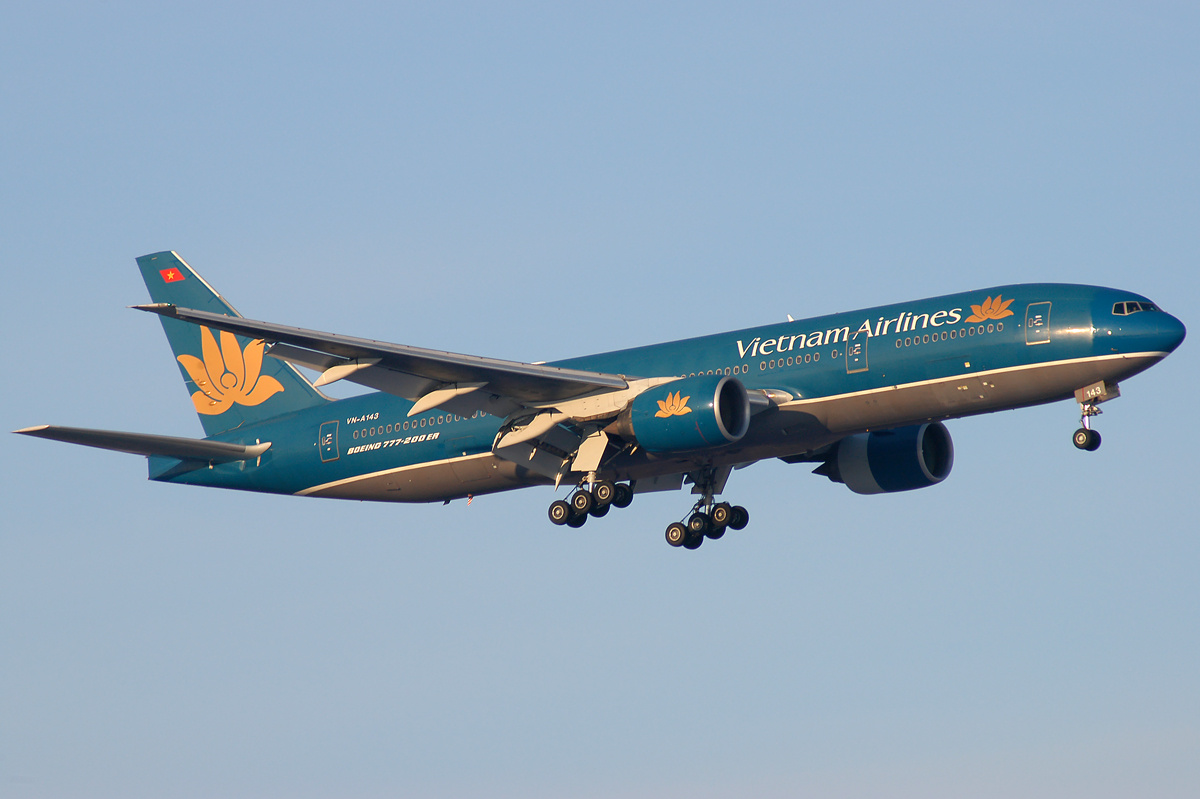
Boeing 777-200ER
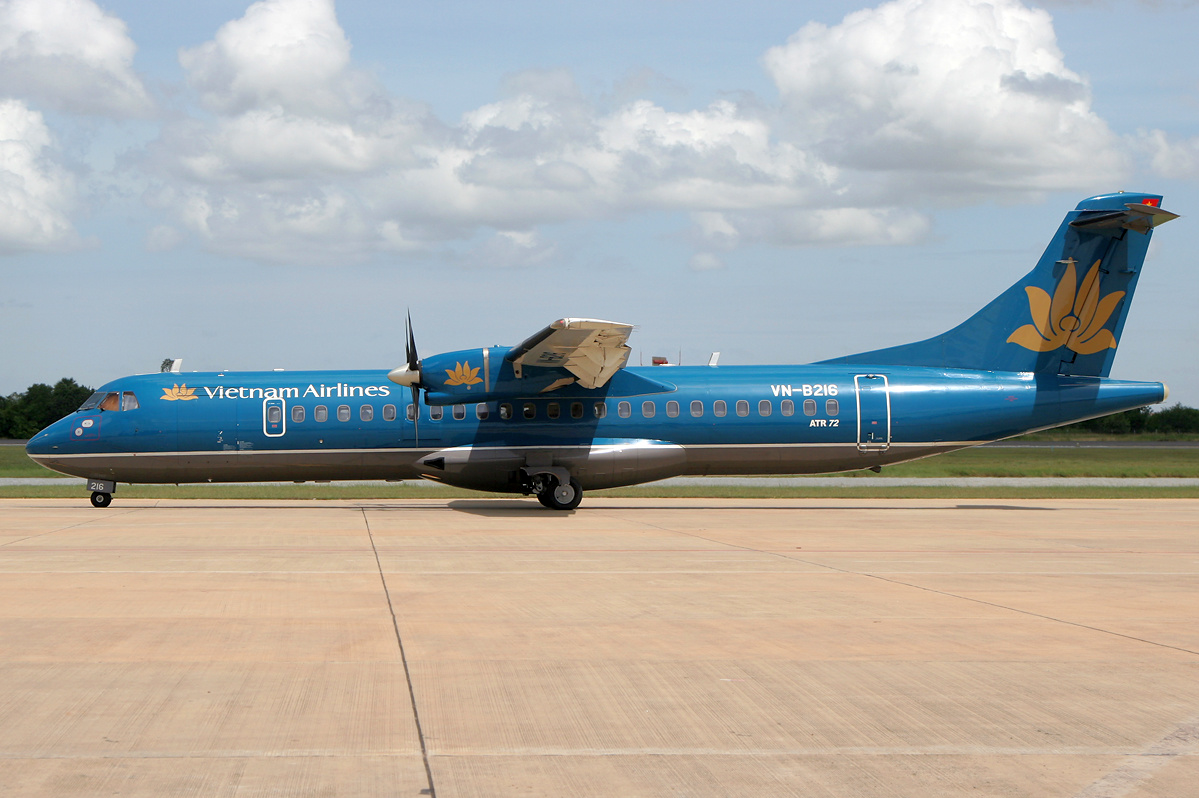
ATR 72-212
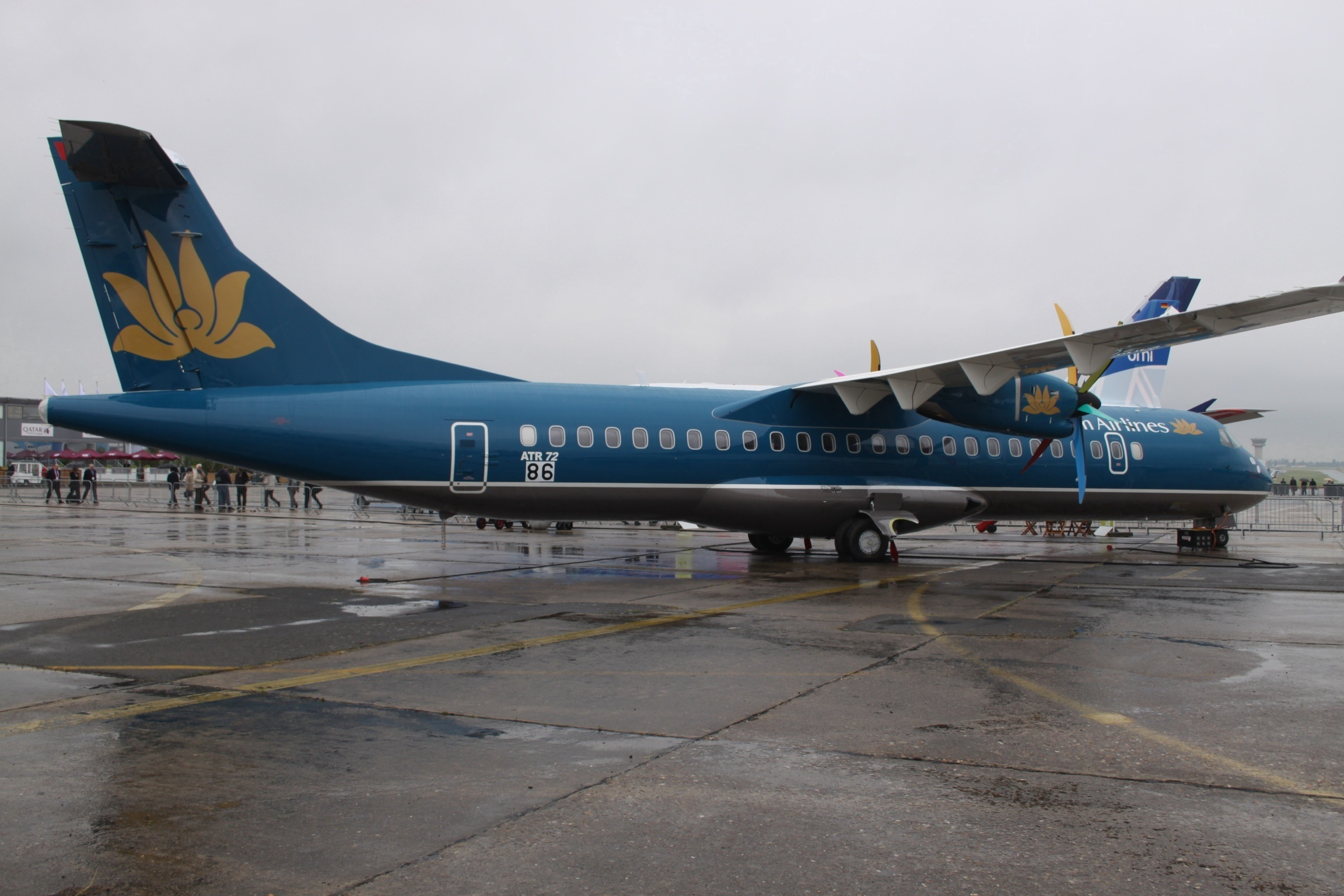
ATR 72-500 (*)

Danh sách này không đầy đủ, bạn cũng có thể giúp mở rộng danh sách.
| Máy bay           | Tổng cộng | Giới thiệu | Nghỉ Hưu | Thay thế                                                         | Ghi chú |
| ----------------- | --------- | ---------- | -------- | ---------------------------------------------------------------- | --- |
| Airbus A300B4-200 | 2         | 1996       | 1996     | Boeing 767-200ER Boeing 767-300ER                                | F-BVGG và F-BVGH, thuê ướt từ hãng Air France. |
| Airbus A300B4-600 | 1         | 2003       | 2003     | Boeing 767-300ER Boeing 777-200ER Airbus A321-100                | S7-RGO, thuê từ Awair. B-18503, thuê từ China Airlines. |
| Airbus A300B4-600 | 1         | 2006       | 2006     | Boeing 767-300ER Boeing 777-200ER Airbus A321-100                | S7-RGO, thuê từ Awair. B-18503, thuê từ China Airlines. |
| Airbus A310-200   | 1         | 1992       | 1993     | Boeing 767-200ER                                                 | LZ-JXB, thuê từ hãng Jes Air. Vì tranh chấp với Jes Air và United Technologies mà những chiếc máy bay còn lại không được giao. Sau đó, hãng đã quyết định thay thế dòng Airbus A310 bằng Boeing 767 LZ-JXB, bị khủng bố vào năm 1992                                                                  |
| Airbus A310-300   | 1         | 2000       | 2001     | Boeing 767-300ER                                                 | S7-RGR, thuê từ Region Air. |
| Airbus A320-214   | 9         | 1993       | 1996     | Boeing 767-200ER Boeing 767-300ER                                | Thuê ướt từ hãng Air France. |
| Airbus A320-214   | 10        | 2006       | 2014     | Airbus A321-200                                                  | |
| Airbus A321-100   | 3         | 2001       | 2005     | Airbus A321-200                                                  | |
| Airbus A330-200   | 12        | 2007       | 2019     | Boeing 787-9                                                     | VN-A371 sơn Livery Skyteam |
| Airbus A330-300   | 1         | 2005       | 2011     | Airbus A330-200 Boeing 787-10                                    | Hãng sử dụng 1 chiếc duy nhất mang số đăng bạ VN-A368 được thuê từ International Lease Finance Corporation |
| ATR 72-212        | 10        | 1992       | 2010     | ATR 72-500 Airbus A321-200                                       | Sử dụng cho các chặng quốc nội cho đến năm 2010 |
| (*) ATR 72-500    | 5         | 2009       | 2017     | —                                                                | (*) Toàn bộ được chuyển giao cho VASCO và có kế hoạch được thay thế bởi các dòng phản lực nội địa. |
| Boeing 707–320B   | 1         | 1981       | 1989     | Tupolev Tu-134                                                   | Tiếp nhận từ Air Vietnam sau khi thống nhất và sử dụng cho đến những năm 80. 1 chiếc mang số hiệu VN-A304 đã bỏ hoang trên đường Hồng Hà, Thành Phố Hồ Chí Minh trước khi bị gỡ bỏ |
| Boeing 707–320C   | 2         | 1976       | 1989     | Tupolev Tu-134                                                   | Tiếp nhận từ Air Vietnam sau khi thống nhất và sử dụng cho đến những năm 80. 1 chiếc mang số hiệu VN-A304 đã bỏ hoang trên đường Hồng Hà, Thành Phố Hồ Chí Minh trước khi bị gỡ bỏ |
| Boeing 727-100    | 1         | 1976       | 1976     | Tupolev Tu-134                                                   | Được tiếp nhận từ Air Vietnam sau khi thống nhất chiếc Boeing 727-100 được phi công Huỳnh Minh Boòng điều khiển, quay về từ Hồng Kông. Không có tài liệu chứng minh hãng vẫn sử dụng loại máy bay này sau đó.                                                                                         |
| Boeing 727-200    | 1         | 1992       | 1992     | Tupolev Tu-134                                                   | TF-AIA, thuê từ Atlantsflug. |
| Boeing 737-300    | 5         | 1992       | 1995     | Boeing 767-200ER Boeing 767-300ER                                | HB-IIA, HB-IIB, HB-IIC và HB-IID thuê từ TEA Basle. 5B-CIO, thuê từ TEA Cyprus. Vì sức ép đến từ Mỹ toàn bộ máy bay không được mang số đăng bạ Việt Nam. |
| Boeing 767-200ER  | 1         | 1993       | 1997     | Boeing 767-300ER                                                 | Thuê từ AWAS. |
| Boeing 767-300ER  | 16        | 1993       | 2006     | Airbus A320-200 Airbus A321-200 Airbus A330-200 Boeing 777-200ER | Thuê 1 chiếc từ Royal Brunei Airlines |
| Boeing 777-200ER  | 6         | 2003       | 2016     | Airbus A350-900 Boeing 787-9 Boeing 787-10                       | 6 chiếc thuê từ ILFC sử dụng động cơ General Electric GE90 4 chiếc hãng sở hữu sử dụng động cơ Pratt & Whitney PW 4000 |
| Boeing 777-200ER  | 4         | 2003       | 2017     | Airbus A350-900 Boeing 787-9 Boeing 787-10                       | 6 chiếc thuê từ ILFC sử dụng động cơ General Electric GE90 4 chiếc hãng sở hữu sử dụng động cơ Pratt & Whitney PW 4000 |
| Douglas DC-3      | 7         | 1976       | 1980     | ATR 72-200 Tupolev Tu-134                                        | Tiếp nhận từ Air Vietnam sau khi thống nhất. VN-C509, bị không tặc tấn công năm 1977. |
| Douglas DC-4      | 5         | 1976       | 1981     | ATR 72-200 Tupolev Tu-134                                        | Tiếp nhận từ Air Vietnam sau khi thống nhất. VN-C501, bị không tặc tấn công tại Quảng Nam năm 1978. |
| Douglas DC-6B     | 2         | 1976       | 1980     | ATR 72-200 Tupolev Tu-134                                        | Tiếp nhận từ Air Vietnam sau khi thống nhất. |
| Fokker 70         | 2         | 1997       | 2013     | ATR 72-500                                                       | |
| Tupolev Tu-134B1  | 20        | 1978       | 1997     | Fokker 70 ATR 72-200                                             | Thuê 1 chiếc từ Interflug VN-A102, tai nạn vào năm 1988 VN-A120, tai nạn vào năm 1997 |
| Yakovlev Yak-40   | 6         | 1976       | 1999     | ATR 72-200                                                       | VN-A449, tai nạn vào năm 1992. |
| Aero Ae-45        | 3         | 1956       | 1968     | Ilyushin Il-14                                                   | Những chiếc máy bay đầu tiên của Hãng hàng không Quốc gia Việt Nam, viện trợ từ Trung Quốc. |
| Antonov An-2      | 15        | 1956       | 1968     | ATR 72-200                                                       | Chuyển sang cho quân đội để huấn luyện |
| Antonov An-24     | 7         | 1976       | 1992     | ATR 72-200 Tupolev Tu-134                                        | |
| Antonov An-30     | 2         | 1976       | 1998     | ATR 72-200                                                       | |
| Ilyushin Il-14    | 12        | 1956       | 1994     | ATR 72-200                                                       | |
| Ilyushin Il-18    | 4         | 1971       | 1992     | ATR 72-200 Tupolev Tu-134                                        | Được viện trợ cho Việt Nam vào những năm 1970, 1976 được chuyển sang cho mục đích dân sự sau khi giải phóng. 195 (VN-B195) là chiếc "Chuyên cơ lịch sử" đã chở Tôn Đức Thắng, Trường Chinh, Phạm Văn Đồng vào ngày 13/5/1975 sau khi thống nhất. 190 (VN-B190) bị tai nạn ngày 26-03-1981 ở Hoà Bình. |
| Lisunov Li-2      | 2         | 1956       | Không rõ | Ilyushin Il-14 Ilyushin Il-18                                    | Những chiếc máy bay đầu tiên của Hãng hàng không Quốc gia Việt Nam, viện trợ từ Trung Quốc. |
| Mil Mi-4          | 2         | 1956       | Không rõ | Ilyushin Il-14 Ilyushin Il-18                                    | |

## Tình hình tài chính
Vietnam Airlines do Chính phủ nước Cộng hòa Xã hội Chủ nghĩa Việt Nam sở hữu, hãng còn có công ty con là Công ty bay dịch vụ hàng không VASCO. Trước năm 2005, hãng đã từng nắm giữ đến 86% cổ phần của hãng hàng không cổ phần Jetstar Pacific, với tư cách đại diện cho cổ phần của chính phủ Việt Nam. Trong tương lai, hãng con VASCO cũng sẽ được tách riêng thành hãng hàng không độc lập.
Vietnam Airlines tăng trưởng tốt với số lượng hành khách tăng 37% mỗi năm cho đến 1997 khi cuộc khủng hoảng kinh tế châu Á và những yếu tố tiêu cực khác làm giảm hiệu quả kinh doanh của hãng. Tuy vậy, hãng vẫn có lợi nhuận trong suốt cuộc khủng hoảng. Trong hai năm 1996 và 1997, hãng thông báo lợi nhuận hơn 100 triệu USD mỗi năm . Năm 1998, lợi nhuận giảm xuống chỉ còn khoảng 7 triệu USD. Lợi nhuận tăng lên 59 triệu USD vào năm 1999. Sau vụ tấn công 11 tháng 9 vào Hoa Kỳ, trong lúc nhiều hãng hàng không phải vật lộn, thu nhập từ vận tải hành khách của Vietnam Airlines lại tăng đột ngột. Hãng đã vận chuyển hơn 4 triệu hành khách trong năm 2002, tăng 18% so với năm trước. Vận chuyển hàng hóa tăng 20% trong cùng thời kì đó. Và kết quả là năm 2002, lợi nhuận của hãng tăng lên 35,77 triệu USD. Bất chấp sự bùng phát của dịch SARS, hãng thông báo lợi nhuận 26,2 triệu USD trong năm 2003. Trong vòng 11 tháng đầu năm 2005, hãng vận chuyển 6,8 triệu lượt khách với thu nhập gần 1,37 tỷ USD. Năm 2007, hãng đã vận chuyển 8,1 triệu hành khách. .
Doanh thu năm 2008 của công ty là 1,56 tỉ đôla (so với 1,27 tỉ đôla trong năm 2007) và lợi nhuận trước thuế và lãi là 14 triệu đôla (giảm so với 23 triệu đôla của năm 2007) với lưu lượng hành khách vận chuyển được là 8,8 triệu lượt khách .
Tình hình tài chính của Vietnam Airlines tăng trưởng khá tốt. Hãng đang có kế hoạch tăng số máy bay và số điểm đến trong những năm sắp tới.
Dịch Covid-19 đã khiến tình hình tài chính của Vietnam Airlines gặp khó khăn. 15 nghìn tỉ VNĐ là khoản tiền lỗ của Vietnam Airlines trong 6 tháng đầu năm 2020

## Thị phần và cạnh tranh
Vào năm 2021, Vietnam Airlines Group (bao gồm hãng chính Vietnam Airlines và 2 hãng con Pacific Airlines & VASCO) chiếm tổng cộng 47% thị phần hàng không toàn quốc.

## Tai tiếng

### Các vụ bắt giữ phi hành đoàn
Thành viên phi hành đoàn đã từng có tiền lệ với những vụ việc buôn lậu nhiều tai tiếng:
- Tháng 8 năm 2007, phi công Trần Văn Đăng bị Cảnh sát liên bang Úc bắt giữ về tội chuyển 6.5 triệu đôla tiền mặt ra khỏi nước Úc. Sau đó ông Đăng bị phạt tù 4 năm rưỡi [111]
- Tháng 4 năm 2008, Vietnam Airlines buộc thôi việc phi công Lại Quốc Việt - người bị nghi liên quan đến đường dây rửa tiền và ma túy lớn tại Australia.[112]. Lại Quốc Việt đã đem lậu 3,4 triệu Đô la Úc từ Australia về Việt Nam trong hai năm 2005 và 2006 và sau đó bị phạt tù 9 năm rưỡi
- Ngày 23/06/2008, ba nhân viên của hãng bị công an Thành phố Hồ Chí Minh khởi tố về tội vận chuyển 1,54 kg nữ trang bằng vàng có đính đá quý[113]
- Tháng 12 năm 2008, phi công Đặng Xuân Hợp bị Hải quan Nhật bắt giữ trong một đường dây vận chuyển hàng hóa ăn cắp ở Nhật.[114]. Theo cơ quan điều tra Nhật Bản, một số phi công và tiếp viên của Vietnam Airlines thường vận chuyển các khối lượng lớn bất thường hành lý mỗi khi tới Nhật [115]
- Tháng 2 năm 2009, Hải quan Việt Nam đã phát hiện 6,4 kg vàng vô chủ trên chuyến bay VN 791 về từ Hồng Kông của Vietnam Airlines tại sân bay Nội Bài [116]
- Tháng 11 năm 2009, ba tiếp viên Vietnam Airlines (hai nam, một nữ) trên chuyến bay VN 937 từ Seoul về Hà Nội đã bị hải quan Hàn Quốc tạm giữ tại sân bay Incheon vì chuyển lậu 20 lượng kim loại quý
- Tháng 6 năm 2010, phi hành đoàn gồm 13 người trên chuyến bay VN782 từ Sydney đi Sài Gòn đã bị Cảnh sát liên bang Úc tạm giữ, vì nghi ngờ chuyển ngân lậu
- Khoảng giữa tháng 11/2011, khi chuyến bay VN937 của Vietnam Airlines hành trình Seoul (Hàn Quốc) - Hà Nội chuẩn bị cất cánh, lực lượng hải quan sân bay Incheon phát hiện trong hành lý xách tay của 3 tiếp viên có 20 lượng vàng.[117]
- Tháng 3 năm 2014, phi hành đoàn gồm 1 tiếp viên tên Nguyễn Thị Bích Ngọc và 5 thành viên phi hành đoàn bị bắt giữ tại Nhật Bản vì nghi vận chuyển hàng ăn cắp.[118][119][120][121]
- Ngày 10/3/2015, Hàn Quốc vừa tạm giữ cơ trưởng Nguyễn Văn Dũng và nam tiếp viên Nguyễn Tuấn Phong của Vietnam Airlines vì phát hiện giấu 6 kg vàng dưới đế giày, tại sân bay quốc tế Gimhae, thành phố Busan, sau khi 2 thành viên phi hành đoàn nói trên thực hiện chuyến bay VN426 từ Hà Nội đi Busan.[122]
- Ngày 16/3/2023, Chi cục Hải quan cửa khẩu sân bay quốc tế Tân Sơn Nhất đã phối hợp Phòng cảnh sát điều tra tội phạm về ma tuý Công an TP HCM tạm giữ 4 nữ tiếp viên Vietnam Airlines từ Pháp về TP HCM đã mang hơn 11 kg thuốc lắc và ma túy tổng hợp, giấu trong các tuýp kem đánh răng.[123] Ngày 22/3 cùng năm, Công an TP HCM đã quyết định trả tự do cho 4 nữ tiếp viên do không có dấu hiệu phạm tội.[124]

### Đối xử với khách hàng
- Tháng 6 năm 2008, Ngoại trưởng Bỉ Karel De Gucht và đại sứ Bỉ tại Việt Nam, Hubert Cooreman và phái đoàn Bỉ trong chuyến công du Việt Nam đã đi máy bay hành khách từ Hà Nội vào TP Hồ Chí Minh, tuy đã đặt ghế trước nhưng đã bị nhân viên Vietnam Airlines hạ cấp từ ghế hạng thương gia xuống phổ thông, "lý do là hãng hàng không đã lấy chỗ hạng thương gia để cho các Ủy viên Trung ương Đảng Cộng sản Việt Nam có chỗ bay vào Nam dự đám tang cố Thủ tướng Võ Văn Kiệt"
- Tháng 4 năm 2011, vụ việc tiếp viên hàng không Trịnh Thị Hoa gọi an ninh sân bay Đà Nẵng lên máy bay trấn áp huấn luyện viên đội tuyển Taekwondo VN Lê Minh Khương - cho biết đang xem xét các thủ tục khởi kiện hãng Vietnam Airlines (VNA), xuất phát từ việc ông Khương bị hành hung trên chuyến bay VN1169 khởi hành từ Hà Nội đi Thành phố Hồ Chí Minh hôm 18.4. Sự việc này còn khiến dư luận bất bình khi cục phó cục hàng không Lại Xuân Thanh tuyên bố có thể cấm bay đối với ông Lê Minh Khương vì chưa biết đúng sai nhưng đã khẳng định khách sai. Bức thư làm chứng của vị khách Singapore Eileen Tan cũng bị cho là chưa thuyết phục. Hãng đã phải giải trình về sự việc liên quan đến huấn luyện viên trưởng đội tuyển Taekwondo Việt Nam Lê Minh Khương tham gia chuyến bay VN1169 [125]

### Kiện cáo với công ty Italy
- Tháng 11 năm 1992, Vietnam Airlines (cũ) ký hợp đồng chỉ định Công ty Falcomar (Ý) là đại lý của VNA tại thị trường Ý. Theo phía nguyên đơn là luật sư Liberati, từ 12 năm 1992, ông này đã được Falcomar thuê để thực hiện một số công việc cho Falcomar với tư cách là đại diện cho Vietnam Airlines.
- Ngày 14 tháng 9 năm 1994, luật sư Liberati có đơn gửi Tòa án Roma yêu cầu Falcomar và Vietnam Airlines thanh toán những chi phí công việc mà ông ta đã thực hiện, tổng số khoảng trên 573.000.000 lire (tiền Ý).
- Ngày 1 tháng 11 năm 1994, thông qua Đại sứ quán Ý tại Hà Nội, Tòa án Roma gửi giấy triệu tập cho Vietnam Airlines tham dự phiên tòa tại Ý. Theo giấy này, thì ngày 30 tháng 11 năm 1995, Vietnam Airlines phải có mặt tại Tòa án Roma để tham dự phiên xử. Tuy nhiên, Vietnam Airlines đã không có đại diện tham dự phiên xử này. Phiên tòa vẫn được đưa ra xét xử theo luật định của Ý.
- Ngày 7 tháng 3 năm 2000, Tòa án Roma ra phán quyết phía Vietnam Airlines phải bồi thường cho luật sư Liberati 4 tỷ 851 triệu lire (khoảng 4,3 triệu euro). Do không tham dự phiên tòa nên Vietnam Airlines không nhận được phán quyết cũng như bất cứ thông tin nào liên quan đến vụ việc này.
- Ngày 2 tháng 5 năm 2002 là thời điểm hết hạn kháng cáo, Vietnam Airlines mới nhận được thư của luật sư Liberati cùng trích lục bản án của Tòa án Roma, yêu cầu Vietnam Airlines phải trả số tiền 4.370.584 euro trong vòng 30 ngày.
- Ngày 18 tháng 2 năm 2004, Vietnam Airlines nhận được thông báo của Ủy ban Đòi nợ và Tịch biên Pháp thông báo phong tỏa số tiền 1,3 triệu euro tại tài khoản BSP Pháp (tài khoản thu từ bán vé máy bay ở đại lý) của Vietnam Airlines để thanh toán theo phán quyết của tòa. Kèm theo quyết định của Tòa Phúc thẩm Paris xác nhận số tiền mà Vietnam Airlines phải trả là gần 5,2 triệu euro (tính cả lãi suất phát sinh theo lãi suất ngân hàng, tức là khoảng 100 tỷ đồng). Vietnam Airlines lập tức có đơn kháng án và được tòa án Roma tiếp nhận.
- Trước sự phức tạp của vấn đề, ngày 9 tháng 6 năm 2004, Vietnam Airlines đã báo cáo sự việc với Thủ tướng.
- Ngày 17 tháng 3 năm 2005, tòa phúc thẩm Ý đã triệu tập Vietnam Airlines cùng luật sư Liberati để tranh tụng.
- Ngày 31 tháng 3 năm 2005, tòa án phúc thẩm Ý tiếp tục phiên tranh tụng lần thứ hai. Tòa đã tiếp nhận thêm hồ sơ tài liệu của hai bên và tuyên sẽ tiếp tục phiên tranh tụng lần thứ ba vào 27 tháng 1 năm 2006.
- Ngày 18 tháng 3 năm 2009, Vietnam Airlines cho biết sẽ tiến hành vụ kiện tại Ý đến cùng sau khi phát hiện ra tình tiết mới có lợi cho hãng, vụ kiện được diễn ra vào ngày 3/4/2009 và hãng sẽ có 80 ngày để chuẩn bị vụ kiện [126][127]
- Ngày 24/10/2014, tòa phúc thẩm Paris (Pháp) đã bác kháng cáo của Vietnam Airlines, tuyên y án sơ thẩm buộc phải trả 5,2 triệu euro cho luật sư Maurizio Liberati [128]. Khoản bồi thường này hiện chưa tính đến lãi suất từ tháng 11 năm 2003 đến khi Vietnam Airlines thanh toán.[129]

## Y tế, an ninh, các sự cố và tai nạn

### An ninh

#### Hệ thống an ninh
Sau năm 1975, lịch sử của ngành hàng không dân dụng Việt Nam đã ghi nhận những vụ cướp máy bay đa phần là vì mục đích tị nạn chính trị.
Sau vụ không tặc đầu tiên xảy ra ngày 29 tháng 10 năm 1977, Tổng cục Hàng không dân dụng Việt Nam trang bị cho tổ lái mỗi người một súng ngắn K54 và gia cố lại cửa buồng lái, đồng thời quy định cửa buồng lái luôn luôn đóng. Tiếp viên khi đưa nước, thức ăn cho tổ lái phải gõ cửa theo ám hiệu riêng. Hai mươi chiến sĩ của Trung đoàn 144 (Trung đoàn bảo vệ cơ quan Trung ương Đảng, Nhà nước và cơ quan Bộ Quốc phòng, nay là Lữ đoàn 144 Bộ Tổng tham mưu Quân đội Nhân dân Việt Nam) được đưa sang Tổng cục Hàng không dân dụng Việt Nam để làm cảnh vệ trên không, đi theo bảo vệ các chuyến bay dân sự. Mỗi người được trang bị một khẩu súng ngắn K54.
Sau vụ tấn công khủng bố vào Hoa Kỳ ngày 11 tháng 9 năm 2001, Vietnam Airlines thông báo một loạt các biện pháp nhằm cải thiện an ninh tại sân bay cũng như trên máy bay, trong đó có:
- Những hệ thống khóa mới trên các máy bay cho phép buồng lái hoàn toàn cách ly với cabin hành khách trong suốt chuyến bay.
- Bổ sung thêm lực lượng an ninh tại sân bay và tăng cường kiểm tra khách hàng.
- Các máy chiếu tia X mới và những dụng cụ soi khác.

#### Các vụ không tặc chiếm quyền kiểm soát máy bay
| Thời gian                 | Mã chuyến bay                    | Lộ trình                               | Thủ phạm | Diễn biến | Mô tả thiệt hại |
| ------------------------- | -------------------------------- | -------------------------------------- | --- | --- | --- |
| Ngày 29 tháng 10 năm 1977 | DC3 số hiệu 509                  | Sài Gòn đi Rạch Giá                    | 4 tên | Chuyến bay khoảng 15 phút thì bọn không tặc hành động. Bọn không tặc dí súng vào đầu cơ trưởng và cơ phó, bắt phải bay đi Singapore. Để bảo vệ tính mạng hành khách, tổ lái phải làm theo yêu cầu của chúng. Tổ lái đề nghị bay qua Sân bay quốc tế U-Tapao để tiếp thêm xăng rồi mới bay tiếp sang Singapore. Singapore từ chối cho phép hạ cánh ở sân bay Changi, yêu cầu hạ cánh tại một sân bay quân sự nhỏ. Khi máy bay hạ cánh, bọn không tặc quăng súng, giơ tay xin đầu hàng, bàn giao máy bay, tổ lái và hai thi thể, xin tị nạn chính trị. | Nguyễn Đắc Hòa - học việc về lái phụ, dẫn đường trên không và anh Nguyên - cơ giới kiêm thợ máy trên không hy sinh |
| Ngày 28 tháng 6 năm 1978  | DC4 số hiệu 501                  | Đà Nẵng - Buôn Ma Thuột - Tân Sơn Nhất | - Nguyễn Văn An (chủ mưu) - Châu Đình Dũng - Trần Văn Thảo - Chênh Sênh Công - Châu Đình Kính - Những đồng bọn khác là Sương (vợ An), Huệ, Mai, Sơn. | Khi bay được 15 phút, ở độ cao 2.700m gần đến không phận Quảng Ngãi thì bọn không tặc ra tay. Trên buồng lái có năm người: cơ trưởng Nam; cơ phó Nghĩa; cơ phó, cơ giới chính Sâm; cơ giới phụ Nhung; dẫn đường Hương. Tiếp viên hàng không là Ngô Kim Thanh và Huỳnh Thu Cúc. Chúng uy hiếp 2 tiếp viên hàng không. Trong buồng lái, nghe tiếng ồn ào ngoài khoang hành khách, ba thành viên tổ lái được phân công ra chặn cửa trong khi cơ trưởng báo về sân bay Đà Nẵng có không tặc và xin phép quay lại sân bay. Máy bay đã quay về đến không phận Đà Nẵng, đang hạ thấp độ cao chuẩn bị hạ cánh. Biết không thể dùng sức mở cửa buồng lái, một tên không tặc ném lựu đạn về phía cửa buồng lái nhưng quả lựu đạn bật văng trở lại nổ ngay hắn. Sau khi lựu đạn nổ, bụng máy bay bị thủng một lỗ. Bọn không tặc điên cuồng bắn vào động cơ và thùng xăng để làm cháy máy bay cho tất cả cùng chết nhưng sức gió mạnh quá làm bọn chúng bắn trượt. Một tên hoảng loạn bắn bung cánh cửa dành cho hành khách lên xuống để tất cả nhảy xuống. | - Phi hành đoàn bị không tặc bắn bị thương - Nguyễn Văn An bị Tòa án quân sự xử phạt mức án tử hình ngày 4 tháng 10 năm 1978. Những đồng phạm còn lại bị xử phạt từ 2-8 năm tù. - Châu Đình Dũng - kẻ cầm lựu đạn rút chốt và bị chính quả lựu đạn đó văng ngược lại nổ chết tại chỗ. - Trần Văn Thảo, Chênh Sênh Công, Châu Đình Kính chết khi nhảy ra khỏi máy bay. |
| Ngày 7 tháng 2 năm 1979   | AN24 mang số hiệu 226            | Gia Lâm - Đà Nẵng - Tân Sơn Nhất       | 6 tên (trong đó tên Thục - hoa tiêu máy bay UH-1 của quân đội chế độ cũ là chủ mưu).                                                                 | Sau khi trả và đón khách tại Đà Nẵng, máy bay tiếp tục hành trình đi Thành phố Hồ Chí Minh. Sau 20 phút, đạt đến độ cao bay bằng, tên Thục cùng đồng bọn hàng ghế đầu đứng phắt dậy đi đến người phụ nữ (vợ Thục) để lấy hộp sữa có hình trái lựu đạn uy hiếp chuyến bay. Trung sĩ Nguyễn Đắc Thoại - nhân viên an ninh trên chuyến bay đã ngăn chặn âm mưu trên. | Với chiến công tiêu diệt bốn tên không tặc (trong đó có tên chủ mưu), bảo đảm an toàn cho hành khách và máy bay. Nguyễn Đắc Thoại (lúc này đã thành thương binh) được tặng thưởng Huân chương chiến công, phong vượt cấp quân hàm từ trung sĩ lên thiếu úy. |
| Ngày 4 tháng 9 năm 1992   | Airbus A310-200 mang số hiệu 850 | Băng Cốc đến Thành phố Hồ Chí Minh     | Lý Tống | Khoảng 30 phút trước khi máy bay đến Thành phố Hồ Chí Minh thì Lý Tống bắt đầu hành động. Khi được phục vụ bữa ăn tối trên máy bay, Lý Tống đã lấy cắp con dao inox trên khay thức ăn để uy hiếp mở cửa buồng lái. Lý Tống bắt cơ trưởng phải bay vòng quanh khu vực trung tâm Sài Gòn và mở cửa sổ để hắn rải truyền đơn. Sau khi rải xong truyền đơn, Lý Tống yêu cầu cơ trưởng phải điều khiển máy bay lên độ cao 2.300m phải bay qua khu vực quận 8 để hắn nhảy dù. | Máy bay hạ cánh an toàn, không ai trên máy bay bị thương. Lý Tống bị kết án 20 năm tù. Năm 1998 được ân xá và cho về Hoa Kỳ. |

### Tai nạn
Trong vòng 20 năm qua, Vietnam Airlines đã hứng chịu ba tai nạn nghiêm trọng. Những vụ tai nạn chết người này đều liên quan đến những chiếc máy bay do Nga chế tạo. Những loại máy bay này đã bị loại ra khỏi đội bay kể từ những ngày đó. Một vài tai nạn không thương vong đã xảy ra với Tupolev Tu-134 khi nó va chạm mạnh trong lúc hạ cánh. Ít nhất hai vụ rơi máy bay chết người đã từng xảy ra với Yakovlev Yak-40. Hầu hết những sự cố này đều xảy ra lúc máy bay sắp đến sân bay hoặc sắp hạ cánh mà trong đó thời tiết là một nguyên nhân. Cả ba vụ tai nạn chết người đều xảy ra trong mưa to.
Các vụ "tai nạn trong gang tấc" xảy ra thường xuyên , nhưng nguyên nhân chính là do ngành hàng hàng không và hàng không dân dụng Việt Nam thường xuyên lớn mạnh và điều chỉnh theo công nghệ hiện đại, tạo ra một khoảng cách công nghệ mà các nhân viên điều khiển không lưu cần phải bù lấp.
Trong những vụ sau đây, lỗi phi công trong lúc tiến đến gần sân bay hay hạ cánh có thể là nguyên nhân chính của tai nạn. Theo báo cáo, lối suy nghĩ theo bài vở cũ được xem là nhân tố chính trong những trường hợp mà phi công bộc lộ tâm lý không dễ chịu khi phải hoãn hạ cánh.

#### Các vụ tai nạn gây chết người
| Thời gian                 | Loại máy bay                                              | Địa điểm | Mô tả thiệt hại |
| ------------------------- | --------------------------------------------------------- | --- | --- |
| Ngày 9 tháng 9 năm 1988   | Tupolev Tu-134 mang số hiệu VN831                         | Bangkok (xuất phát từ Hà Nội)                                                                                | Chiếc máy bay đi vào vùng bão và bị sét đánh làm máy bay bị phá hủy hoàn toàn, đứt thành ba đoạn. Chiếc máy bay nổ sau khi rơi xuống một cánh đồng cách Sân bay quốc tế Bangkok 6 km. 76 người thiệt mạng (trong đó có Bộ trưởng Bộ Y tế Đặng Hồi Xuân), có ba người may mắn sống sót trong vụ này gồm 1 phi công, 1 nữ tiếp viên và 1 hành khách (Cao Trần Quyết Thắng - cán bộ Ủy ban Khoa học và Kỹ thuật Nhà nước). |
| Ngày 14 tháng 11 năm 1992 | Yakovlev Yak-40 (sản xuất năm 1976) mang số hiệu VN474    | Thung lũng Ô Kha gần sân bay Nha Trang trong một cơn bão nhiệt đới (xuất phát từ Thành phố Hồ Chí Minh)      | 29 người thiệt mạng và chỉ có một hành khách Hà Lan là Annette Herfkens sống sót do phải mất gần 8 ngày để đội cứu hộ đến được hiện trường. Chiếc máy bay bị phá hủy hoàn toàn. |
| Ngày 3 tháng 9 năm 1997   | Tupolev Tu-134 (Nga sản xuất năm 1984) mang số hiệu VN815 | Sân bay quốc tế Pochentong, thủ đô Phnom Penh, Campuchia (xuất phát từ Thành phố Hồ Chí Minh đến Phnom Penh) | Chiếc Tupolev đang tiến gần đến đường băng sân bay Pochentong từ độ cao 2.000 mét trong trời mưa to. Vào thời điểm này, trạm điều khiển yêu cầu phi công cố gắng hạ cánh từ phía tây bởi vì gió. Tổ lái sau đó mất liên lạc với trạm điều khiển. Ba phút sau, chiếc máy bay va chạm với cây cối ở tầm thấp làm hư cánh trái. Chiếc máy bay trượt dài 180 mét vào một ruộng lúa khô nước trước khi nổ tung. Sau vụ việc, lỗi phi công được xác định là nguyên nhân của vụ tai nạn; phi công tiếp tục hạ độ cao từ 2.000 mét xuống 30 mét cho dù không nhìn thấy đường băng, mặc kệ lời yêu cầu quay lại của người phụ lái và kỹ sư chuyến bay. Khi máy bay đâm vào cây, người phi công cuối cùng mới nhận ra rằng đường băng không nằm trong tầm nhìn và cố gắng hủy bỏ hạ cánh; người kỹ sư dùng toàn lực động cơ nhưng chiếc máy bay không thể điều khiển và xoay trái; động cơ bên phải ngừng hoạt động nên không thể nào nhấc máy bay lên được. Hậu quả làm thiệt mạng 65 trong tổng số 66 hành khách và phi hành đoàn. Một người sống sót. Chiếc máy bay bị phá hủy hoàn toàn. |

#### Các vụ tai nạn không có thương vong
| Thời gian                 | Loại máy bay    | Địa điểm                                 | Mô tả thiệt hại |
| ------------------------- | --------------- | ---------------------------------------- | --- |
| Ngày 12 tháng 1 năm 1991  | Tupolev Tu-134  | Sân bay quốc tế Tân Sơn Nhất             | Chiếc máy bay đã bị rơi khi chuẩn bị hạ cánh xuống. Từ 9 mét, chiếc Tupolev bỗng nhiên mất độ cao, rơi mạnh xuống với càng trái chạm đường băng trước tiên. |
| Ngày 25 tháng 11 năm 1994 | Tupolev Tu-134  | Phnom Penh, Campuchia                    | 40 hành khách va chạm mạnh khi hạ cánh do càng hạ cánh bị gãy |
| Ngày 23 tháng 12 năm 1994 | Yakovlev Yak-40 | Sân bay Liên Khương                      | bị trượt khỏi đường băng trong điều kiện thời tiết xấu và tầm nhìn thấp làm 18 hành khách bị thương. |
| Ngày 16 tháng 11 năm 1996 | Tupolev Tu-134  | Sân bay quốc tế Đà Nẵng                  | Chiếc máy bay xoay sang đường băng bên trái khi chiếc càng đổ sụp ngay sau khi hạ cánh. |
| Ngày 12 tháng 9 năm 1998  | Boeing 767      | Sân bay quốc tế Tân Sơn Nhất             | trượt khỏi đường băng trong lúc cất cánh sau khi phi công mất điều khiển phương hướng của máy bay. Hành khách được sơ tán qua các ống trượt thoát hiểm. Một vài hành khách nói rằng họ thấy vài tia lửa bắn ra từ động cơ trong lúc nó chạy ra ngoài đường băng. |
| Ngày 19 tháng 7 năm 2002: | Airbus A320     | Phnôm Pênh, Campuchia                    | không thể cất cánh vì bánh xe vỡ trong lúc nó đang trên đường đi ra đường băng. |
| Ngày 22 tháng 8 năm 2002  | Airbus A320     | Sân bay quốc tế Tân Sơn Nhất             | hạ cánh khẩn cấp sau khi một con chim đâm vào cửa sổ buồng lái. Vụ việc xảy ra không lâu sau khi cất cánh. Chuyến bay bị trễ khoảng 1 giờ trước khi chiếc máy bay thay thế được mang đến. |
| Ngày 29 tháng 10 năm 2004 | Airbus A321     | Sân bay quốc tế Nội Bài                  | không thể mở càng máy bay ra trước khi hạ cánh xuống. Phi hành đoàn tuyên bố tình trạng khẩn cấp và hạ cánh mà không có càng trên đường băng phủ bọt. |
| Ngày 17 tháng 4 năm 2006  | Boeing 777      | không phận Ukraina, Ba Lan, Cộng hòa Séc | Xuất phát từ Hà Nội đến Frankfurt và mất liên lạc với trạm điều khiển mặt đất trong vòng hơn một tiếng khi bay qua không phận Ukraina, Ba Lan, Cộng hòa Séc. Không quân Séc đã phải điều hai máy bay chiến đấu lên áp tải. Sau đó, các phi công đã nhận ra lỗi không bật hệ thống liên lạc lên. Máy bay hạ cánh an toàn tại Frankfurt. Vụ việc được một quan chức Vietnam Airlines giải thích rằng khi đến không phận của châu Âu phi công đặt sai tần số nên dưới mặt đất không liên lạc được. Hai phi công vi phạm đã bị tạm đình chỉ bay và phải tham dự các khóa đào tạo lại. |
| Ngày 15 tháng 1 năm 2007  | Boeing 777      | Baku, Azerbaijan                         | Chiếc máy bay từ sân bay Charles de Gaulle, Paris đến Hà Nội đã phải hạ cánh khẩn cấp sau khi phát hiện vết rạn trên kính buồng lái. Toàn bộ 300 hành khách đã phải trú tạm một ngày ở Baku trước khi được chuyển về Hà Nội. |
| Ngày 26 tháng 1 năm 2007  | Airbus A320-200 | sân bay quốc tế Tân Sơn Nhất             | Sau 45 phút bay, máy bay bị sự cố giảm áp và phải trở về nơi xuất phát. Hành khách nói rằng trong khoang hành khách có mùi khét, nhiều người cảm thấy khó thở vì áp suất không khí thay đổi. 100 hành khách trên chuyến bay trên được bố trí sang máy bay khác, trở lại hành trình lúc 0g15' ngày 27 tháng 1. |
| Ngày 30 tháng 7 năm 2008  | Boeing 777      | Sân bay quốc tế Narita                   | động cơ bên phải bốc khói khi hạ cánh.. |
| Ngày 7 tháng 8 năm 2009   | Airbus A320     | Sân bay quốc tế Tân Sơn Nhất             | Trong chuyến bay NHA-SGN, máy bay mang số hiệu VN453 phải hạ cánh khẩn cấp vì có dấu hiệu bất thường trong hệ thống dầu thủy lực ở càng máy bay. Toàn bộ 164 hành khách (26 trẻ em, 2 trẻ sơ sinh, tổ bay, hành lý và hàng hóa) đều an toàn và được sơ tán khỏi máy bay trong vòng 5 phút. |
| Ngày 21 tháng 10 năm 2013 | ATR 72          | Sân bay quốc tế Đà Nẵng                  | Máy bay mang số hiệu VN1673 cất cánh từ sân bay Cát Bi (Hải Phòng) thực hiện chuyến bay đi Đà Nẵng chở theo 41 hành khách và 5 thành viên phi hành đoàn và sau khi máy bay hạ cánh mới phát hiện ra máy bay gãy càng mũi và lốp đã bị rơi ra. Tuy nhiên, rất may máy bay vẫn hạ cánh an toàn bằng một bánh mũi còn lại. |

### Các sự cố khác
17/06/2020 10:24 GMT+7
Chuyến bay VN1379 đáp xuống Tân Sơn Nhất lúc 18h. Khi lăn vào bãi đổ số 2, thời tiết không mưa, xe thang có mui che, sàn thang khô ráo cập vào máy bay để đón khách.
Nữ hành khách trên đi xuống khoảng 7 bậc thang thì tự té ngã và chảy máu đầu. Các đơn vị hàng không triển khai đội y tế, xe cứu thương chuyển khách vào Bệnh viện 175 cấp cứu nhưng người này đã tử vong.
vào TP.HCM, nữ hành khách H.T.A.T., sinh năm 1970, khi xuống máy bay bằng xe thang đã bị trượt chân, ngã chảy máu đầu. Sự việc trên xảy ra vào chiều 15-6.
Ngày 5 tháng 1 năm 2022, chuyến bay VN 5311 từ Sân bay Quốc tế Narita (Nhật Bản) đi Hà Nội đã phải hạ cánh khẩn cấp tại Fukuoka sau khi Văn phòng Vietnam Airlines tại Nhật Bản nhận được cuộc điện thoại đe doạ sẽ bắn hạ máy bay này tại vịnh Tokyo. Sau 2 giờ đồng hồ, nhà chức trách Fukuoka đã cho máy bay cất cánh và về đến Hà Nội vào tối cùng ngày.

### Người nổi tiếng mất do tai nạn của Vietnam Airlines
- Đặng Hồi Xuân (1929-1988), nguyên Bộ trưởng Bộ Y tế Việt Nam - Ngày 9 tháng 9 năm 1988, tai nạn máy bay Tu-134 của Vietnam Airlines, máy bay nổ sau khi rơi xuống một cánh đồng cách Sân bay quốc tế Don Mueang 6 km, ở Bangkok, Thái Lan.